# Coreia do Norte
Coreia do Norte, oficialmente República Popular Democrática da Coreia (RPDC; em coreano: 조선민주주의인민공화국; hanja: 朝鮮民主主義人民共和國; transl. Chosŏn Minjujuŭi Inmin Konghwaguk), é um país no leste da Ásia que constitui a parte norte da península coreana, com Pyongyang como capital e maior cidade do país. Ao norte e noroeste, o país é limitado pela China e pela Rússia ao longo dos rios Amnok (conhecido como o Yalu em chinês) e Tumen; é limitado ao sul pela Coreia do Sul, os dois países são separados pela Zona Desmilitarizada Coreana (ZDC). Os dois estados afirmam ser o governo legítimo de toda a península coreana e de suas ilhas adjacentes. A Coreia do Norte e a Coreia do Sul se tornaram membros das Nações Unidas em 1991.
Em 1910, a Coreia foi anexada pelo Império do Japão. Em 1945, após a rendição japonesa no final da Segunda Guerra Mundial, a Coreia foi dividida em duas zonas, com o norte ocupado pela União Soviética e o sul ocupado pelos Estados Unidos. Negociações sobre a reunificação fracassaram e, em 1948 foram formados governos independentes na República Popular Democrática da Coreia, no norte, e na República da Coreia, no sul. Uma invasão iniciada pelo Norte desencadeou a Guerra da Coreia (1950–1953). O Acordo de Armistício Coreano conduziu a um cessar-fogo, mas nenhum tratado de paz jamais foi assinado.
A Coreia do Norte oficialmente se descreve como um Estado socialista autossuficiente e formalmente realiza eleições. Vários analistas, no entanto, classificam o governo do país como uma ditadura stalinista totalitária, particularmente por conta do intenso culto de personalidade em torno de Kim Il-sung e sua família. O Partido dos Trabalhadores da Coreia (PTC), liderado por um membro da família governante, detém o poder e lidera a Frente Democrática para a Reunificação da Pátria, da qual todos os oficiais políticos são obrigados a ser membros. Juche, a ideologia de autossuficiência nacional, foi introduzida na constituição em 1972. Os meios de produção são de propriedade do Estado através de empresas estatais e fazendas coletivizadas. A maioria dos serviços, como saúde, educação, habitação e produção de alimentos, também é subsidiada ou financiada pelo Estado. O país segue a política Songun, ou "militares em primeiro lugar", com um total de 9 495 000 de pessoas entre soldados ativos, na reserva e paramilitares. Seu exército ativo, de 1,21 milhão de homens, é o quarto maior do mundo, depois da China, dos Estados Unidos e da Índia. O país também possui armas nucleares.
Várias organizações internacionais avaliam que graves violações de direitos humanos na Coreia do Norte são comuns e tão severas que não têm paralelo no mundo contemporâneo. De 1994 a 1998, a Coreia do Norte sofreu uma crise de fome que resultou na morte de milhares de pessoas (entre 240 mil e 420 mil norte-coreanos), sendo que a população continua a sofrer de desnutrição. O governo norte-coreano nega veementemente a maioria das alegações, acusando as organizações internacionais de fabricar abusos de direitos humanos como parte de uma campanha difamatória com a intenção secreta de derrubar o regime, embora admitam que há questões de direitos humanos relacionadas às condições de vida que o governo está tentando corrigir.

## Etimologia
O nome Coreia deriva de Goryeo (também escrito Koryŏ). O nome Goryeo foi usado pela primeira vez pelo antigo reino de Goguryeo (Koguryŏ), que foi uma das grandes potências do leste asiático durante seu período de existência, governando a maior parte da Península Coreana, Manchúria, partes do Extremo Oriente Russo e da Mongólia Interior, sob a liderança de Guangaeto, o Grande. No século X, o reino de Goryeo sucedeu o de Goguryeo, e assim herdou seu nome, que foi pronunciado por comerciantes visitantes da Pérsia como "Coreia". A grafia moderna da Coreia surgiu pela primeira vez no final do século XVII nos escritos de viagem de Hendrick Hamel, da Companhia Holandesa das Índias Orientais.
Após a divisão do país em Coreia do Norte e do Coreia do Sul, os dois lados usaram termos diferentes para se referir à Coreia: Chosun ou Joseon (조선) no Norte, e Hanguk (한국) no Sul. Em 1948, a Coreia do Norte adotou como nome oficial República Popular Democrática da Coreia (DPRK; em coreano: 조선민주주의인민공화국, Chosŏn Minjujuŭi Inmin Konghwaguk; ouçaⓘ). Em todo o mundo, como o governo controla a parte norte da península, o país geralmente é chamado de Coreia do Norte para distingui-lo da Coreia do Sul, que é oficialmente denominada República da Coreia. Ambos os governos se consideram o governo legítimo de toda a Coreia. Por este motivo, a população não gosta que estrangeiros chamem o país de Coreia do Norte, preferindo seu nome oficial, pois este representaria o controle "verdadeiro e legítimo" das lideranças do país sobre a Coreia.

## História

### Antes da divisão

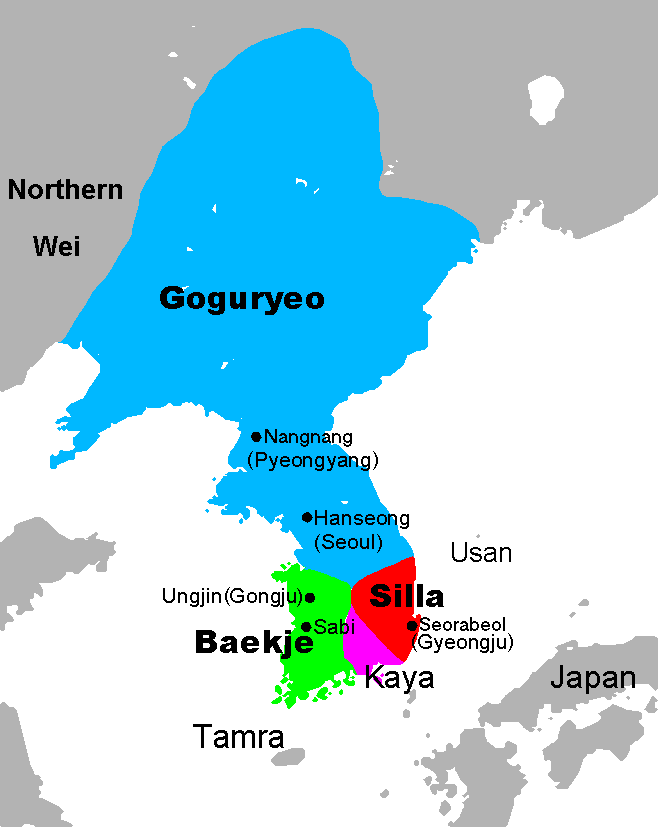
Mapa dos Três Reinos da Coreia, no final do século V.

Artefatos da era do Paleolítico que foram descobertos indicam que a ocupação de humanos na Península Corena começou há cerca de meio milhão de anos. De acordo com o relato mítico, o reino de Gojoseon, o primeiro Estado coreano, foi fundado no norte da Coreia e no sul da Manchúria em 2333 a.C.. Gojoseon tinha Pyongyang como sua capital e a data de sua fundação (3 de outubro) é comemorada na Coreia do Norte como o Dia da Fundação Nacional. Em 108 d.C., após invasão dos chineses, o reino de Gojoseon foi dividido em quatro territórios. Os povos trocaram um amplo intercâmbio cultural, fazendo com que a cultura chinesa influenciasse fortemente os coreanos.
O domínio direto dos chineses se tornou enfraquecido e a península foi eventualmente dividida em três reinos, Baekje, Silla e Koguryo, um período conhecido como Três Reinos da Coreia. Os reinos viveram em constante conflito entre si até 676, quando Silla unificou com sucesso a maior parte do território coreano, com exceção do reino de Balhae. O Reino de Silla, governado por uma monarquia absoluta, era próspero, e sua capital Seorabeol (atualmente Gyeongju, na Coreia do Sul) era a quarta maior cidade do mundo na época, além de influente centro asiático.
Em 918, o general Wang Geon fundou o reino de Goryeo, substituindo a dinastia Silla. O período Goryeo foi a "era de ouro do budismo" na Coreia, sendo sua religião nacional e um importante ponto de unificação. O comércio prosperou, com comerciantes vindos do Oriente Médio, e sua principal capital Kaesong (hoje parte da Coreia do Norte) era um centro de comércio e indústria. Foi ainda um período de grandes conquistas na arte e cultura coreana, como por exemplo a Tripitaca Coreana. Goryeo sofreu constantes invasões e ocupações pelo Império Mongol e, em 1392, uma rebelião iniciada pelo general Yi Seong-gye culminou com o fim da dinastia, que foi substituída pela dinastia Joseon.
Joseon foi a última dinastia da Coreia, governando até 1897. O regime adotou o neoconfucionismo como a ideologia de Estado e o budismo foi desencorajado, com seus seguidores ocasionalmente enfrentando perseguições. Durante o final do século XVI e início do XVII, a dinastia foi severamente enfraquecida por invasões dos vizinhos Japão e Qing, levando a uma política cada vez mais dura de isolamento, pela qual o país se tornou conhecido como o "Reino eremita". No final do século XIX, conflitos internos e pressão internacional levaram à queda de Joseon, que deu lugar ao Império Coreano. Naquele momento, era uma das sociedades mais antigas e etnicamente e culturalmente homogêneas. O império adotou reformas que "abriram suas portas", o que contudo não foi capaz de impedir que o Japão o anexasse em 1910, tornando-se uma colônia japonesa.

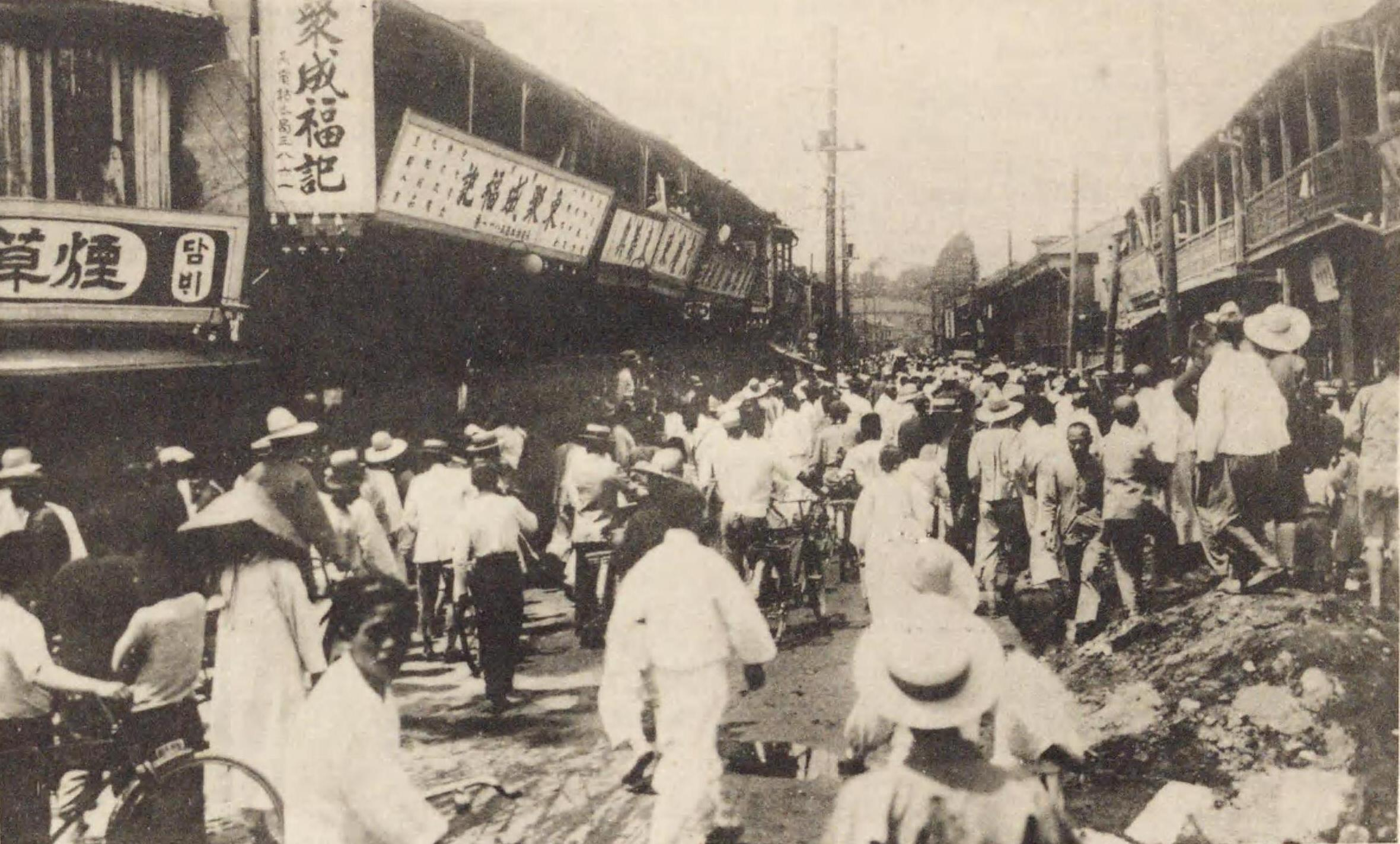
Pyongyang em 1910, durante ocupação japonesa.

O Império Coreano permaneceu sob o domínio japonês até o final da Segunda Guerra Mundial em 1945. A maioria da população era composta por camponeses voltados para a agricultura de subsistência. O Japão desenvolveu minas, represas hidroelétricas, siderúrgicas e fábricas no norte da Coreia e na vizinha Manchúria. A classe trabalhadora industrial expandiu-se rapidamente e muitos foram trabalhar na Manchúria. Consequentemente, 65% da indústria pesada estava localizada no norte, mas, devido ao seu terreno acidentado, apenas 37% de sua agricultura. Um movimento de guerrilha surgiu no interior montanhoso e na Manchúria, assediando as autoridades imperiais japonesas. Um dos líderes de guerrilha mais proeminentes foi o comunista Kim Il-sung.
No decorrer da guerra, o Japão recorreu aos recursos da Coreia, alistando à força cerca de 725 mil coreanos, que atuaram tanto como mão de obra no Japão como em seus territórios ocupados. Ao final da guerra, aproximadamente um terço da força de trabalho industrial do Japão era formada por coreanos. Com as condições de trabalho próximas à escravidão, aproximadamente 400 mil dos 5,4 milhões de trabalhadores coreanos morreram. Também houve o envio de 670 mil coreanos para o Japão, e cerca de 60 mil deles morreram. Nos bombardeamentos atômicos, perpetrados pelos Estados Unidos em Hiroshima e Nagasaki, entre 40 e 50 mil coreanos foram instantaneamente mortos. Outras milhares serviram como "Mulheres de conforto", sendo forçadas à prostituição e à escravidão sexual nos bordéis militares japoneses.

### Depois da divisão

#### Divisão e Guerra da Coreia

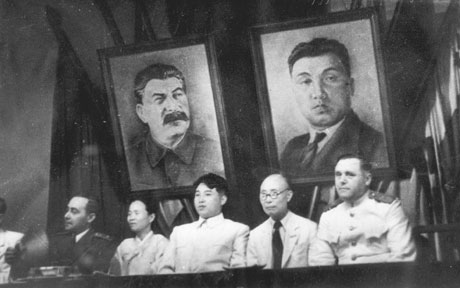
Kim Il-sung em um encontro do Partido dos Trabalhadores da Coreia em Pyongyang, 1946.

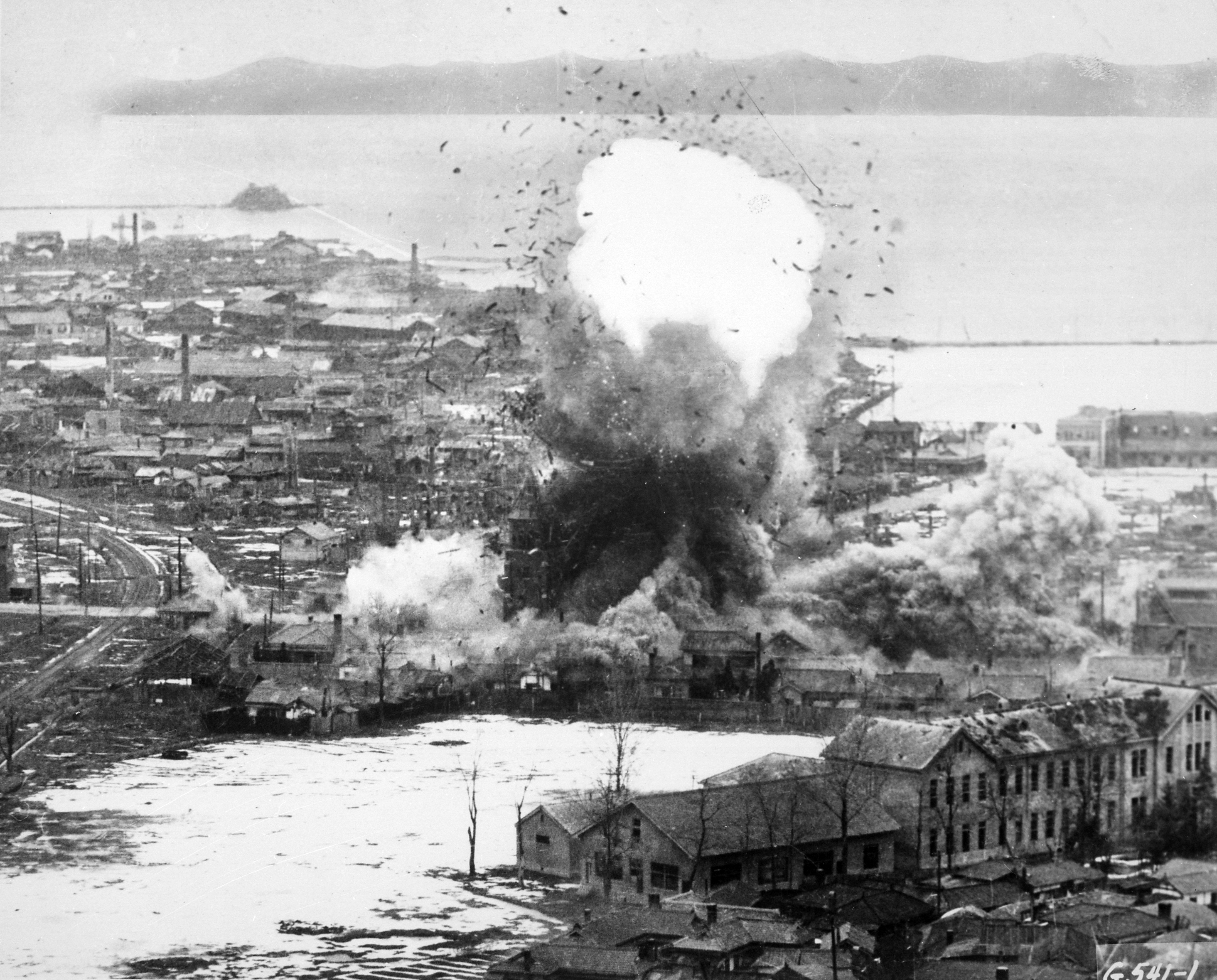
Aviões B-26 atacam depósitos logísticos em Wonsan durante a Guerra da Coreia, 1951.

Com o término da Guerra da Coreia, a Península Coreana foi dividida em dois países, separados por uma Zona Desmilitarizada.

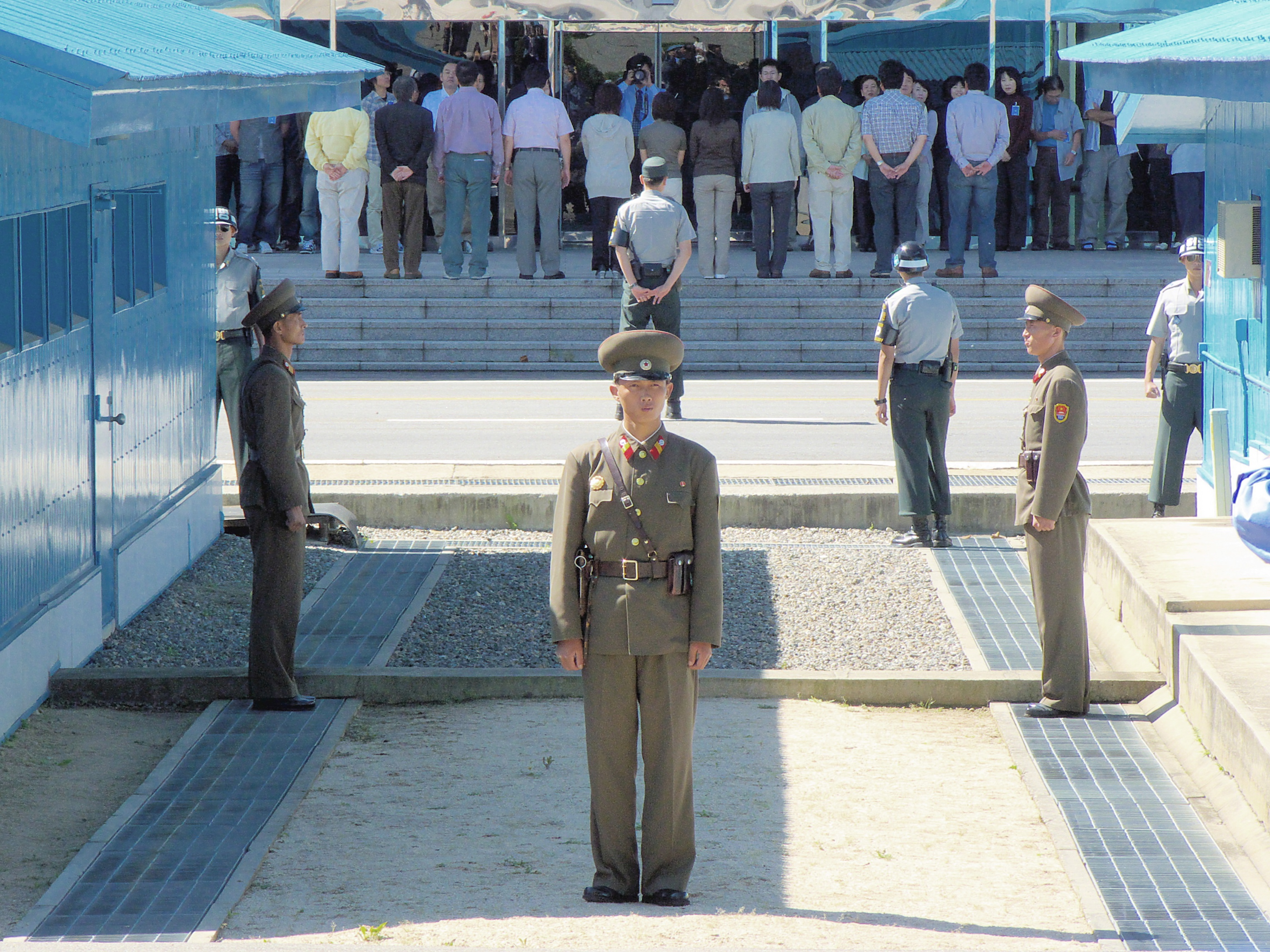
Soldados do Exército Popular da Coreia na área de segurança conjunta da Zona Desmilitarizada da Coreia.

Após a rendição do Japão em 1945, o domínio japonês sobre a Coreia chegou ao fim. As negociações para uma reunificação da Coreia fracassaram e a península foi dividida em duas regiões seguindo o paralelo 38 N, com a metade norte sendo ocupada pela União Soviética e a metade sul pelos Estados Unidos. As Nações Unidas propuseram a realização de eleições, mas os soldados soviéticos impediram a entrada de observadores eleitorais. A Coreia do Sul realizou suas próprias eleições e em seguida foi reconhecida pela ONU como o "único governo legal na Coreia". No Norte, os soviéticos governaram interinamente a região e posteriormente ajudaram Kim Il-sung a se estabelecer como o líder; a República Popular Democrática da Coreia foi proclamada em 9 de setembro de 1948.
Com a divisão, ambos os países tentaram controlar toda a península sob seus respectivos governos, o que levou a uma escalada de conflitos na fronteira. As forças soviéticas se retiraram do norte em 1948, e a maioria das forças norte-americanas estacionadas no sul fizeram o mesmo em 1949. Os soviéticos e norte-coreanos suspeitavam que os sulistas planejavam invadir a Coreia do Norte, e o embaixador soviético Terenty Shtykov, simpático à ideia de Kim de reunificar a Coreia sob um governo comunista, conseguiu convencer Joseph Stalin a apoiar uma rápida guerra contra a Coreia do Sul. Em 25 de junho de 1950, os militares norte-coreanos invadiram o Sul, dando início à Guerra da Coreia.
A Coreia do Norte rapidamente dominou a maior parte do sul, controlando 95% da península em agosto de 1945, mas uma força das Nações Unidas, liderada pelos norte-americanos, interveio para defender o sul e conseguiu avançar para o norte. A União Soviética e a China decidiram apoiar a Coreia do Norte, enviando efetivos militares e provisões para as tropas. Em julho de 1953, um armistício foi firmado e a península divida ao longo da Zona Desmilitarizada da Coreia, muito próxima à linha da demarcação original. Nenhum tratado de paz foi firmado, e tecnicamente os dois países continuaram em guerra. Estimou-se que aproximadamente 3 milhões de civis morreram, com a Coreia do Norte sendo o país mais devastado: entre 12–15% de sua população (na época c. de 10 milhões) morreu e quase todos os seus edifícios importantes foram destruídos. Uma zona desmilitarizada (DMZ) fortemente protegida ainda divide a península, e um sentimento anticomunista e anti-Coreia do Norte permanece na Coreia do Sul. Os Estados Unidos mantêm uma forte presença militar no sul, representada pelo governo norte-coreano como uma força de ocupação imperialista.

#### Pós-guerra
No pós-guerra, a relativa paz entre as Coreias foi interrompida por conflitos na fronteira, sequestros e tentativas de assassinato. A Coreia do Norte não obteve êxito em suas tentativas de assassinar os presidentes sul-coreanos, como no ataque à Casa Azul em 1968 e no atentado de Rangum em 1983. Por quase duas décadas, os dois Estados não buscaram negociar entre si. Na década de 1970, comunicações secretas começaram a ser trocadas, culminando em uma declaração conjunta em 1972 que estabeleceu princípios de trabalho em prol de uma reunificação pacífica. As negociações fracassaram em 1973 pois a Coreia do Sul declarou sua preferência de que os dois países deveriam apresentar candidaturas separadas para organizações internacionais.
Internamente, Kim estabeleceu um Estado socialista com uma economia planificada por um regime totalitário. Kim foi responsável por violações generalizadas de direitos humanos, punindo dissidentes através de execuções públicas e desaparecimentos forçados. Em 1956, conseguiu impedir que a União Soviética e a China o depusessem em favor de um governo mais moderado. Os norte-coreanos permanecerem estreitamente alinhados com a China e a URSS, e a ruptura sino-soviética permitiu que Kim jogasse com as potências. Também tentou ganhar influência no Movimento Não Alinhado e, buscando se diferenciar da URSS e da China, desenvolveu a ideologia Juche, que se concentrou no nacionalismo coreano, autodeterminação e aplicação dos ideais marxistas-leninistas no contexto norte-coreano.

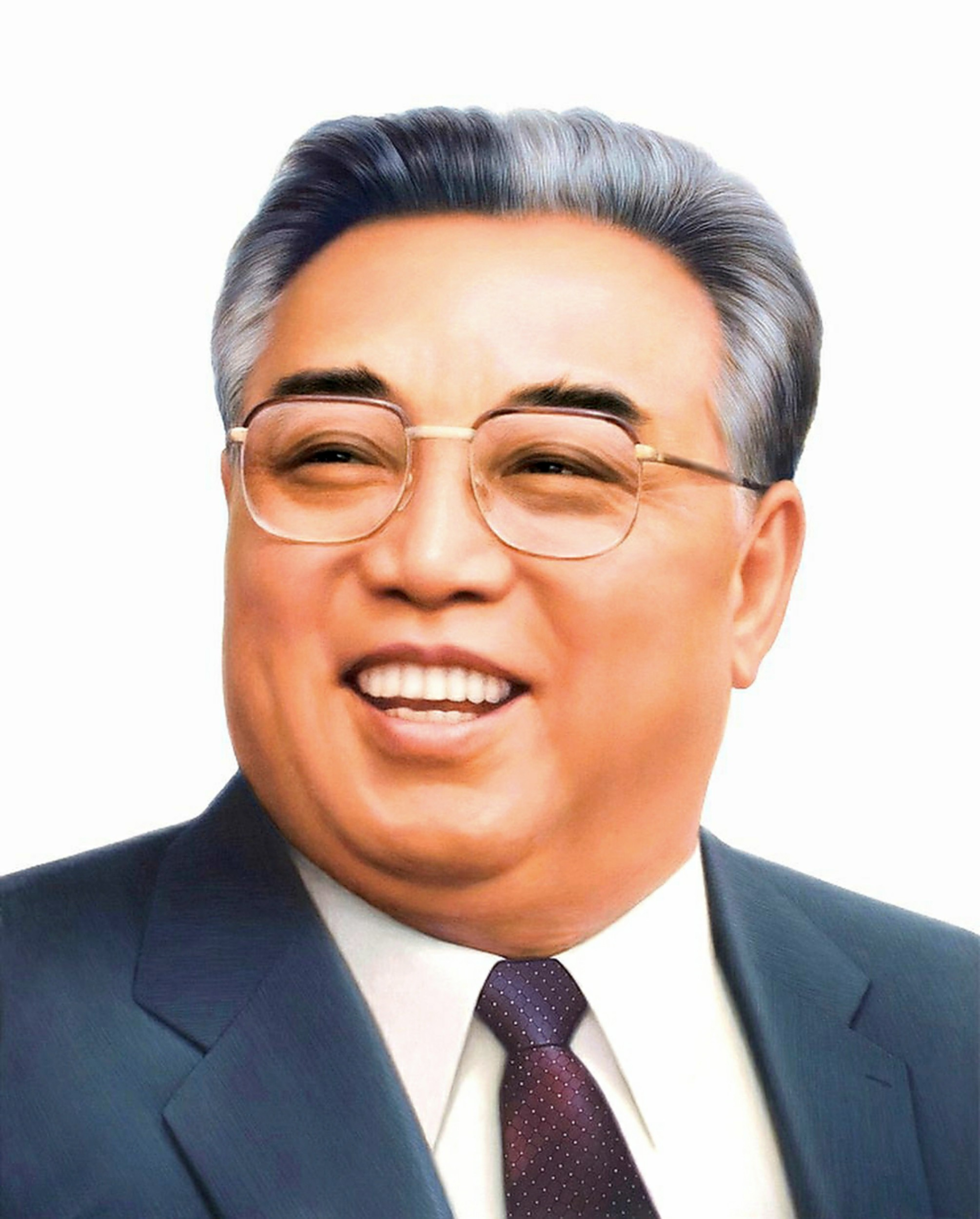
Em 1948, Kim Il-sung se tornou o ditador da Coreia do Norte, governando o país até sua morte em 1994.

A recuperação da guerra foi rápida — em 1957, a produção industrial atingiu os níveis de 1949, pré-conflito. Em 1959, as relações com o Japão haviam melhorado um pouco e a Coreia do Norte começou a permitir a repatriação de cidadãos japoneses no país. No mesmo ano, a Coreia do Norte reavaliou o Won norte-coreano, que detinha um valor maior do que o seu homólogo sul-coreano. Até a década de 1960, o crescimento econômico era superior ao da Coreia do Sul, e o PIB per capita da Coreia do Norte era igual ao de seu vizinho do sul em 1976. No entanto, na década de 1980 a economia começou a estagnar; em 1987 a economia iniciou seu longo declínio e quase entrou em colapso após a dissolução da União Soviética em 1991, quando a ajuda financeira soviética foi subitamente interrompida.
Em 1992, a saúde de Kim Il-sung começou a se deteriorar e seu filho Kim Jong-il passou lentamente a assumir várias funções governamentais. Kim Il-sung morreu de ataque cardíaco em 1994 e Kim Jong-il se tornou o líder supremo; o país é a única dinastia comunista do mundo. Kim Jong-il instituiu a política Songun para priorizar os esforços destinados a área militar em detrimento de todas as outras. Ainda em 1994 os norte-coreanos se comprometeram a interromper o desenvolvimento de armas nucleares em acordo negociado pelo presidente norte-americano Bill Clinton. Em meados da década de 1990, as enchentes exacerbaram a crise econômica, danificando severamente as plantações e a infraestrutura e levando à fome generalizada que o governo se mostrou incapaz de reduzir, resultando na morte de 250 mil a 3 milhões de pessoas. O governo acabou aceitando a ajuda alimentar da ONU e de outros países, incluindo os EUA. No final do século, a Coreia do Sul adotou a Política do Sol e as duas nações começaram a se aproximar publicamente.

#### Século XXI

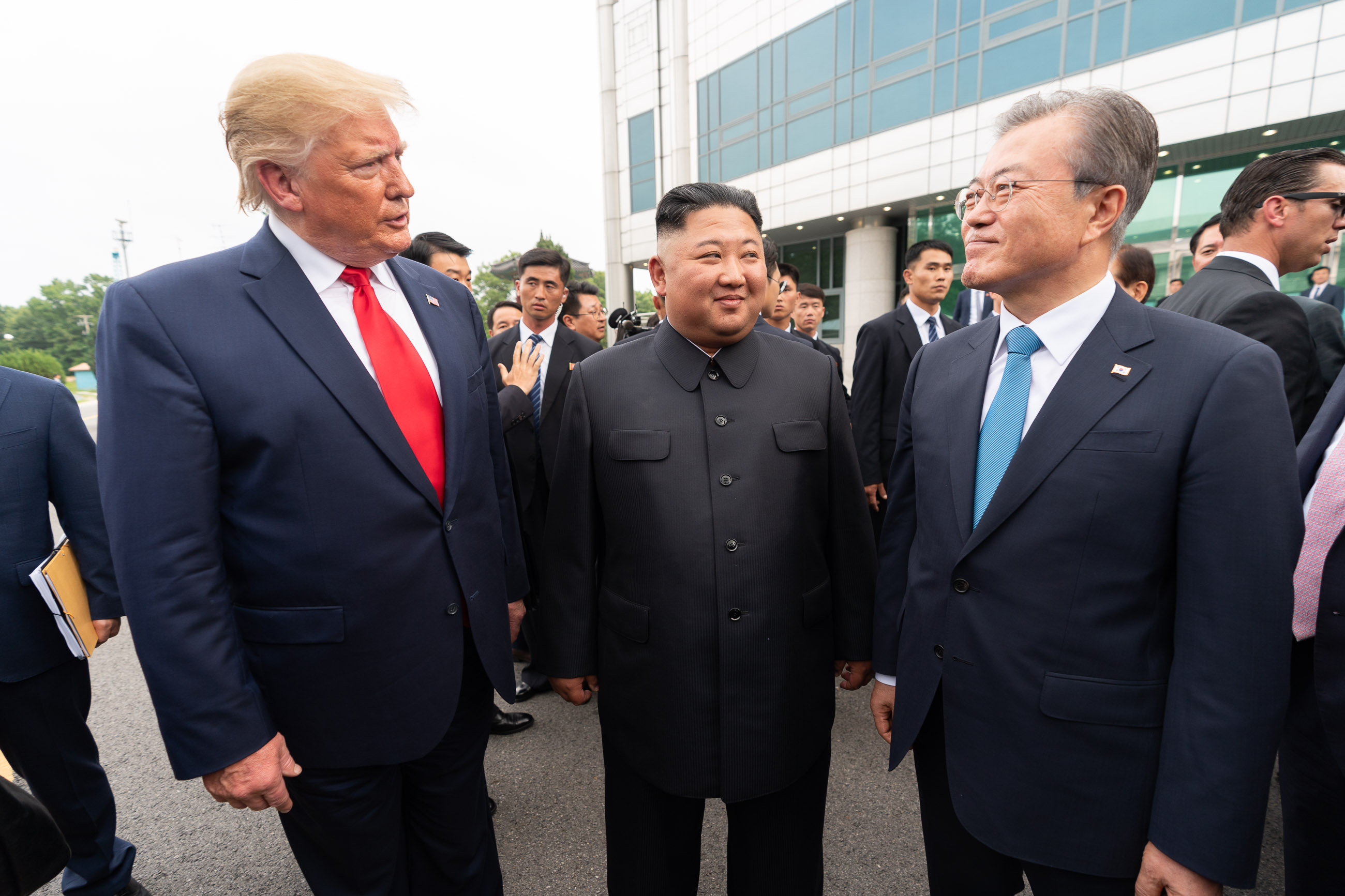
O presidente Donald Trump, o ditador Kim Jong Un e o presidente Moon Jae-in na Zona Desmilitarizada, em 2019.

O ambiente internacional mudou com a eleição de George W. Bush como presidente dos EUA em 2000. Rejeitando a Política do Sol e o acordo mediado por Clinton, seu governo tratou a Coreia do Norte como um Estado vilão e classificou seu regime como parte de um "eixo do mal" e um "posto avançado da tirania". De modo a evitar que tivesse o mesmo fim que o do Iraque, o regime redobrou seus esforços para adquirir armas nucleares. Em 2006, os norte-coreanos realizaram seu primeiro teste nuclear; em resposta, o Conselho de Segurança da ONU adotou de forma unânime uma resolução que impôs uma série de sanções comerciais e econômicas contra o país.
Em 2007, a Coreia do Norte chegou a um acordo com outros países para encerrar suas atividades nucleares, obtendo em troca ajuda econômica e energética. Porém, o governo fez o segundo teste nuclear em 2009. Em 2010, as tensões entre as Coreias aumentaram após o Naufrágio do Cheonan, causado, de acordo com acusação da Coreia do Sul, pelos norte-coreanos. Em 2013, a inteligência norte-americana reportou, com "confiança moderada", que a Coreia do Norte poderia ter alcançado tecnologia suficiente para armar mísseis com ogivas nucleares.
Kim Jong-il morreu em 2011 e seu filho Kim Jong-Un assumiu o cargo de líder supremo. Apesar da condenação internacional, Kim Jong-Un continuou o desenvolvimento do arsenal nuclear, possivelmente incluindo uma bomba de hidrogênio e um míssil capaz de atingir os EUA. Também empreendeu uma campanha contra dissidentes, recorrendo a execuções — inclusive do próprio tio Jang Song-thaek. Em 2014, um relatório endossado pela Assembleia Geral da ONU acusou o governo de cometer crimes contra a humanidade. Ao longo de 2017, após o início do governo de Donald Trump nos EUA, as tensões aumentaram e houve uma retórica maior entre os dois países. A hostilidade diminuiu substancialmente em 2018, dando lugar a uma détente, e cúpulas históricas ocorreram entre Kim Jong-un, o presidente sul-coreano Moon Jae-in e Trump, mas as nações não chegaram a um acordo.

## Geografia

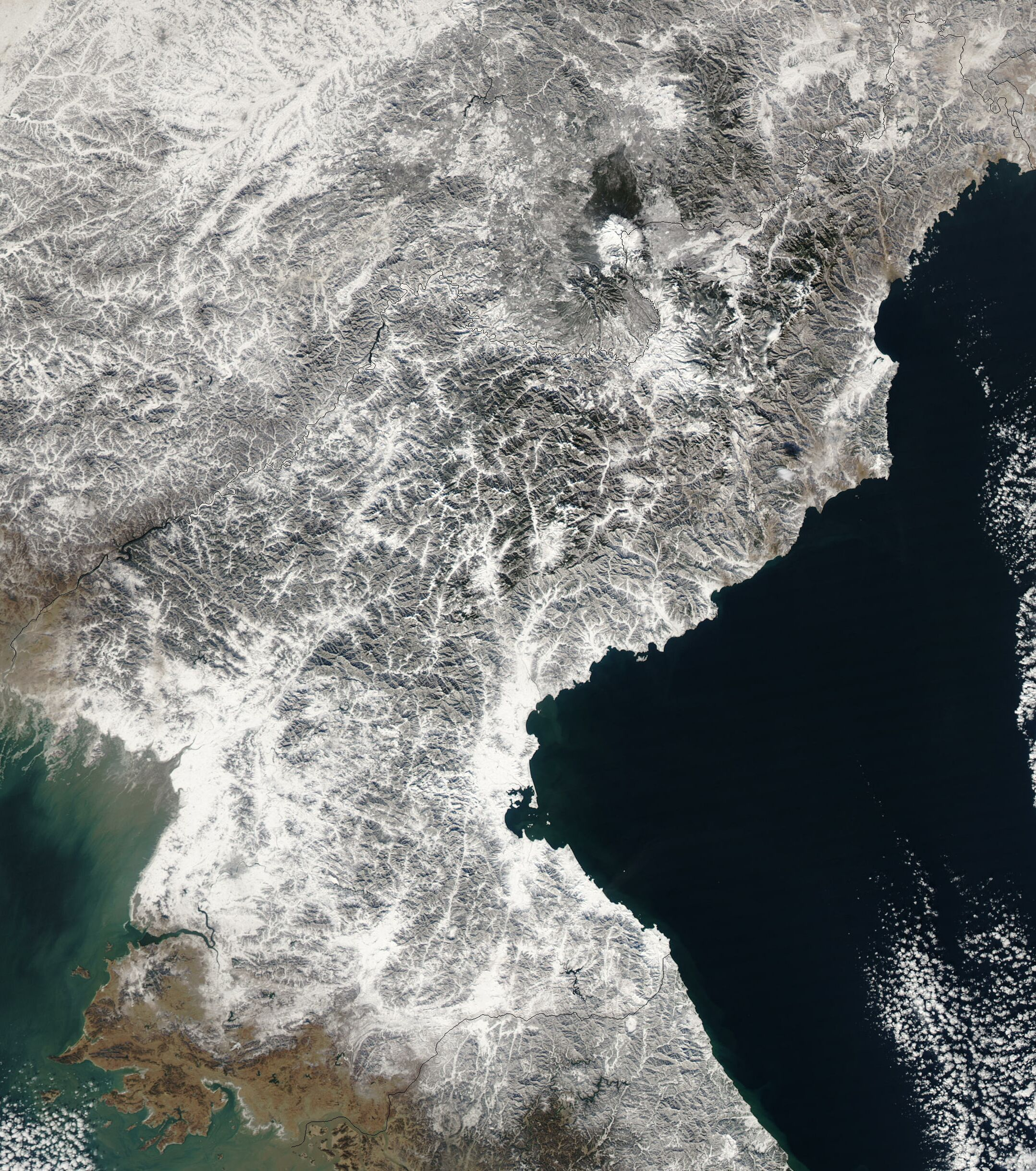
Imagem de satélite da Coreia do Norte no inverno de 2002. As fronteiras com a China (norte) e a Coreia do Sul (sul) podem ser vistas no traçado em preto.

A Coreia do Norte ocupa a porção norte da Península Coreana, situado entre as latitudes 37° e 43°N e as longitudes 124° e 130°E. O país abrange uma área de 120 540 km², sendo 130 km² de água. Ao norte, faz fronteira com a China e a Rússia ao longo dos rios Yalu e Tumen e, a sul, com a Coreia do Sul ao longo da Zona Desmilitarizada da Coreia. A oeste, há o Mar Amarelo e, a leste, é banhada pelo Mar do Japão. O país tem 1 607 km de fronteira terrestre, sendo que a mais extensa é com a China (1 352 km), seguida pela Coreia do Sul (237 km) e a Rússia (18 km).
Cerca de 80% do território é composto por montanhas e planaltos, separados por vales profundos e estreitos. A grande maioria da população vive em planaltos e planícies; na maior parte, as planícies são pequenas. As mais extensas são as de Pyongyang e Chaeryong, cada uma cobrindo uma área de cerca de 200 mi. Todas as montanhas da península com elevações de 2 000 m ou mais estão localizadas na Coreia do Norte. O ponto mais alto é a Montanha Baekdu, uma montanha vulcânica com uma altitude de 2 744 m acima do nível do mar.
O rio mais longo é o Yalu, chamado de Amnok em coreano. O Yalu possui 790,1 km de comprimento, dos quais 675,9 km são navegáveis. O Tumen é o segundo maior rio, com 521,4 km de comprimento. Os lagos tendem a ser pequenos devido à falta de atividade glacial e à estabilidade da crosta terrestre na região. Ademais, ao contrário de seus vizinhos China e Japão, a Coreia do Norte experiencia poucos terremotos severos.

### Topografia

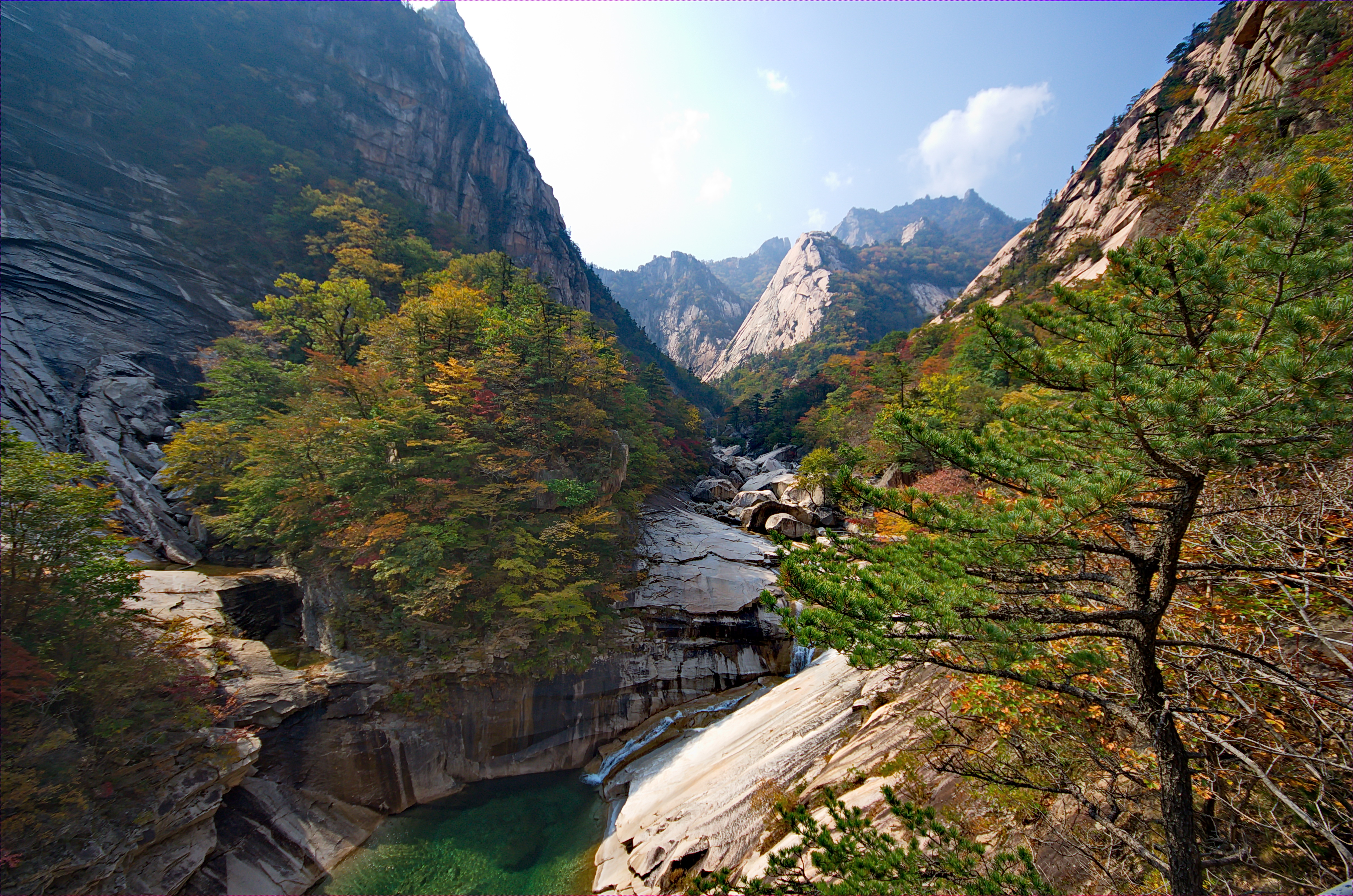
Monte Kumgangsan.

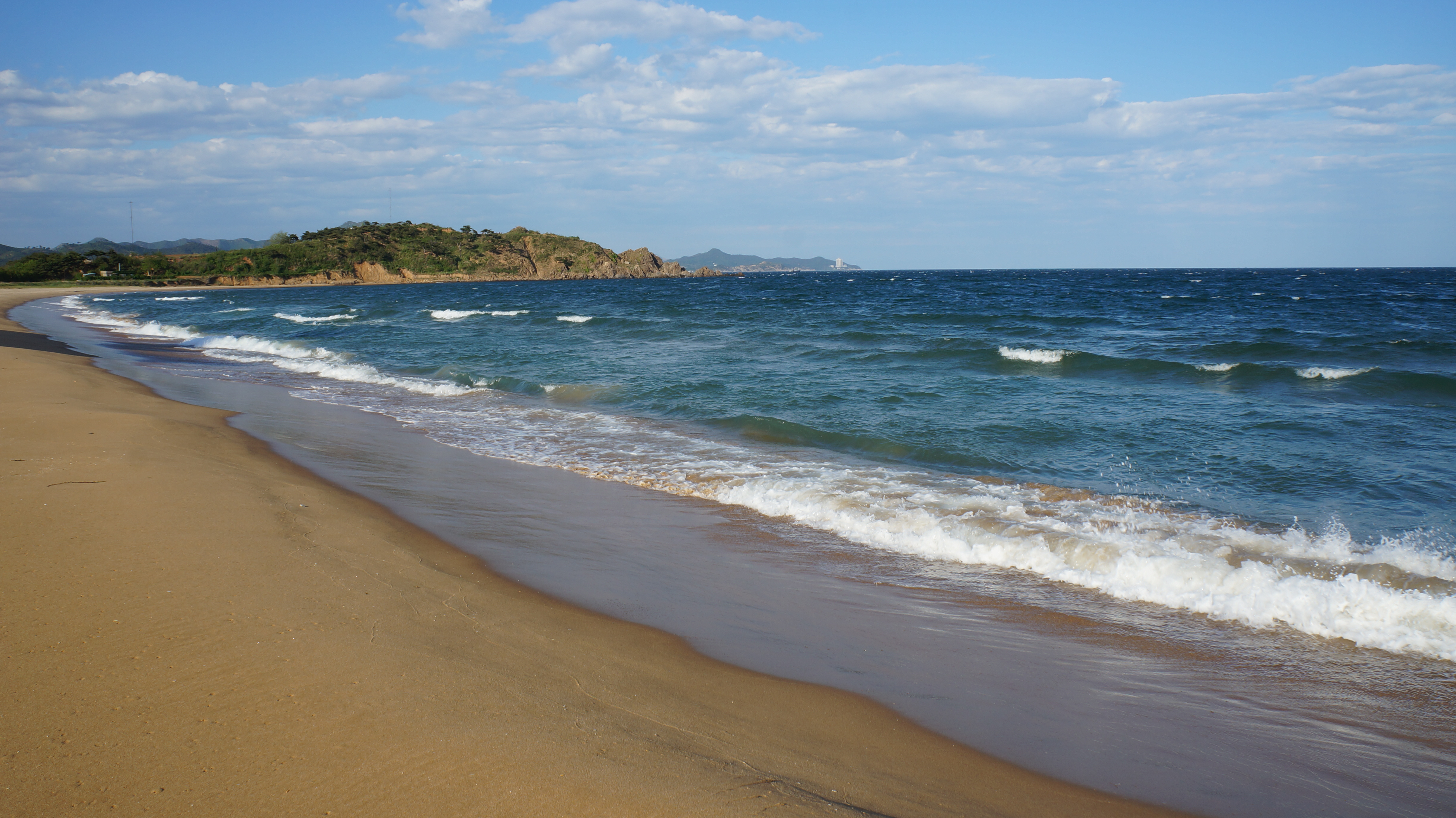
Praia em Hamhung.

A elevação média no país é de 600 m, caracterizada por pequenas planícies. As mais extensas são as planícies de Pyongyang e Chaeryong, cada com uma área de cerca de 500 km². Ao contrário do vizinho Japão ou o norte da China, a Coreia do Norte é pouca propensa a terremotos violentos.
O ponto mais elevado da Coreia do Norte é a Montanha Baekdu, uma montanha vulcânica próxima à fronteira com a China, um planalto de lava basáltica de elevações entre 1 400 e 2 000 m acima do nível do mar. A Serra Hamgyong, localizada no extremo nordeste da península, possui muitos picos altos, incluindo Gwanmosan, com aproximadamente 1 756 m (5 761 pés). Outras serras de maior relevo incluem as Montanhas Rangrim, que atravessam o centro-norte do país numa direção norte-sul, dificultando a comunicação entre as partes leste e oeste do país; e a Serra Kangnam, ao longo da fronteira China-Coreia do Norte. Geumgangsan, frequentemente escrita Mt Kumgang, ou Montanha Diamantina, (aproximadamente 1 638 m) nos montes Taebaek, prolonga-se para a Coreia do Sul. É famosa pela sua beleza cênica.

### Clima

Coreia do Norte segundo a classificação climática de Köppen-Geiger.

A Coreia do Norte possui um clima continental com quatro estações bem distintas. Longos invernos trazem uma temperatura baixa e condições meteorológicas claras intercaladas entre tempestades de neve como resultado dos invernos do norte e noroeste, soprados da Sibéria. A nevasca média é de 37 dias durante o inverno. É provável que o tempo seja particularmente rigoroso ao norte, onde há regiões montanhosas. O verão tende a ser curto, quente, úmido e chuvoso por causa das monções de inverso do sul e sudeste que trazem ar úmido do Oceano Pacífico. Tufões afetam a península em uma média de pelo menos uma vez a cada verão. Primavera e outono são estações transicionais marcadas por temperaturas amenas e trazem um clima mais agradável. Os perigos naturais incluem secas ao final da primavera, muitas vezes seguidas por graves inundações.
O verão tende a ser curto, quente, úmido e chuvoso devido aos ventos das monções do sul e sudeste que trazem o ar úmido do Oceano Pacífico. A primavera e o outono são estações de transição marcadas por temperaturas amenas e ventos variáveis e trazem o clima mais agradável. As temperaturas médias diárias altas e baixas dar-se-á entre 29 °C e 20 °C. Em média, aproximadamente 60% de toda a precipitação ocorre de junho a setembro. Os riscos naturais incluem secas no final da primavera, que são frequentemente seguidas por severas inundações. Os tufões afetam a península em média pelo menos uma vez a cada verão ou início do outono.

## Demografia

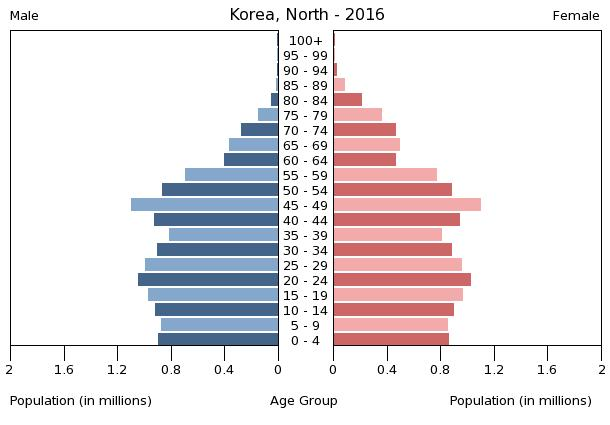
Pirâmide etária da Coreia do Norte (2016).

A população da Coreia do Norte, de cerca de 26 milhões de habitantes, é uma das populações mais homogêneas étnica e linguisticamente do mundo, com um número muito pequeno de chineses, japoneses, vietnamitas, sul-coreanos, e uma minoria de europeus expatriados.
De acordo com o CIA World Factbook, a expectativa de vida da Coreia do Norte era de 63,8 anos em 2009, um valor quase equivalente ao do Paquistão e Myanmar e pouco menor que a da Rússia. A mortalidade infantil situa-se em um nível elevado, de 51,34, a qual é 2,5 vezes maior do que a da República Popular da China, 5 vezes a da Rússia e 12 vezes a da Coreia do Sul. De acordo com a lista "The State of the world's Children 2003" da UNICEF, a Coreia do Norte aparece na 73ª posição (com o primeiro lugar tendo o maior nível de mortalidade), entre a Guatemala (72ª) e Tuvalu (74º). A taxa de fecundidade da Coreia do Norte é relativamente baixa e situa-se em 1,96 em 2009, comparável à dos Estados Unidos e da França.

### Religião
Religiões na Coreia do Norte (2005)

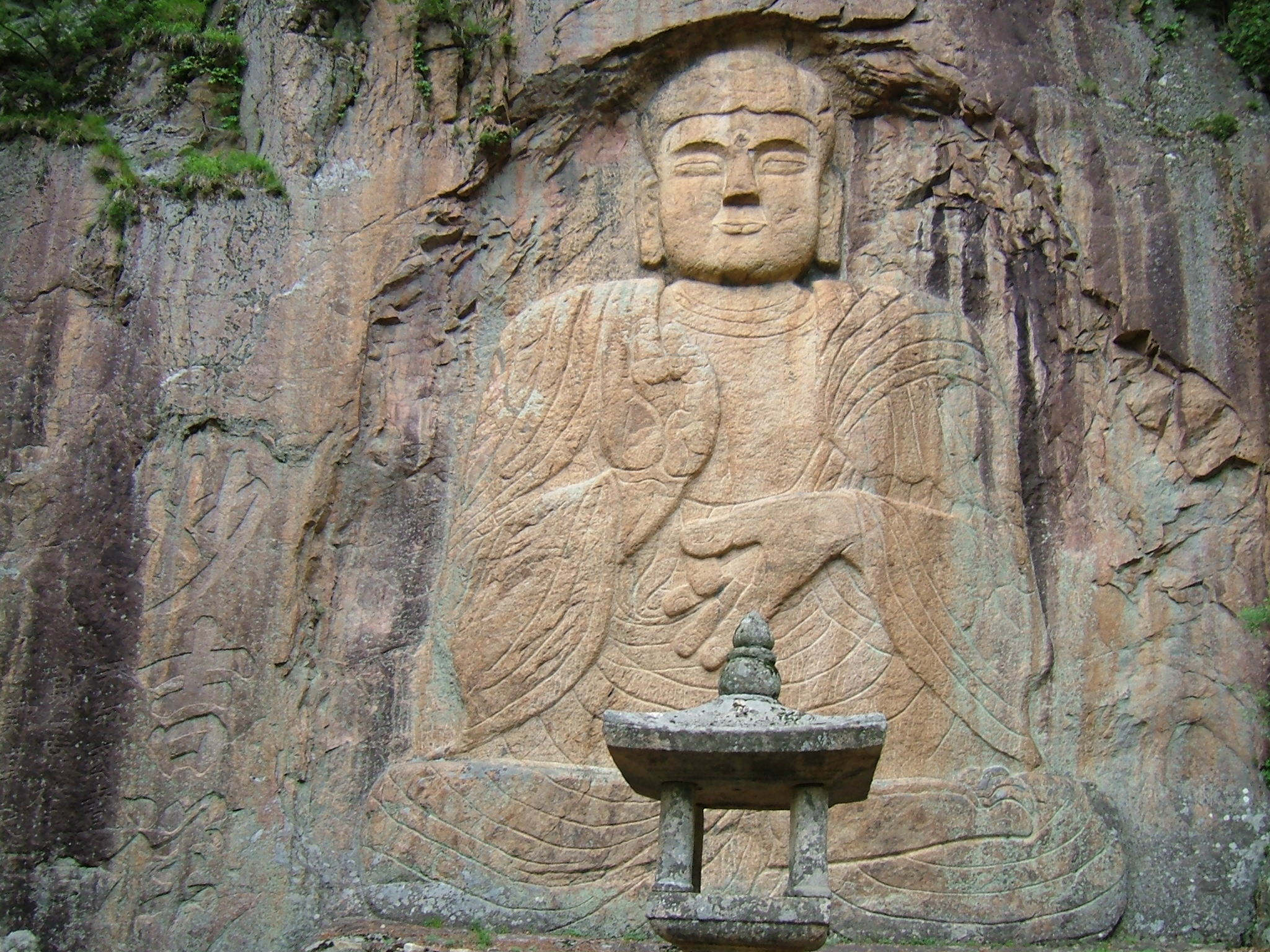
Escultura antiga de Buda, no Monte Kumgang.

Ambas as Coreias compartilham uma herança budista e confucionista e uma recente aparição do movimento cristão. A constituição da Coreia do Norte declara que a liberdade de religião é permitida. De acordo com os padrões de religião, a maioria da população norte-coreana pode ser caracterizada como irreligiosa. No entanto, existe ainda uma influência cultural de religiões tradicionais como do budismo e confucionismo na vida espiritual da Coreia do Norte.
Entretanto, o grupo budista norte-coreano é restritamente controlado pelo estado e, declaradamente, maior que outros grupos religiosos; particularmente os cristãos, que são perseguidos pelas autoridades. O governo oferece apoio financeiro aos budistas para promover a religião, pois o budismo desempenha um papel fundamental na cultura tradicional coreana.
De acordo com o Human Rights Watch, atividades de liberdade religiosa não existem mais na Coreia do Norte, enquanto o governo patrocina grupos religiosos apenas para criar uma ilusão de liberdade religiosa. Conforme a Religious Intelligence, a situação norte-coreana é a seguinte: irreligião: 15 460 000 adeptos (64,31% da população, uma vasta maioria dos quais são adeptos à filosofia Juche); xamanismo coreano: 3 846 000 adeptos (16% da população); chondoismo: 3 245 000 adeptos (13,5% da população); budismo: 1 082 000 adeptos (4,5% da população); cristianismo: 406 000 adeptos (1,69% da população).
Pyongyang era o centro da atividade cristã na Coreia antes da Guerra da Coreia. Hoje em dia, existem quatro igrejas sancionadas pelo Estado, na qual os defensores da liberdade religiosa dizem ser "igrejas de fachada", servindo apenas para criar uma falsa imagem da situação. Estatísticas oficiais do governo reportam que existem 10 000 protestantes e 4 000 católicos romanos na Coreia do Norte.
De acordo com um ranking publicado pela Missão Portas Abertas, uma organização que apoia cristãos perseguidos, a Coreia do Norte é atualmente (2020) o país com as mais severas perseguições dos cristãos no mundo. Grupos de direitos humanos, como a Anistia Internacional, também se manifestaram sobre perseguições religiosas na Coreia do Norte.

### Idioma
O idioma oficial do país e o mais falado pelos norte-coreanos é o coreano, cuja classificação ainda é objeto de debate; alguns autores afirmam que ela pertence à família altaica, enquanto outros afirmam que é uma língua isolada. O coreano tem o seu próprio alfabeto, o hangul, que foi inventado ao redor do século XV. Ainda que por seu aspecto pareça ser um alfabeto pictográfico, na realidade é um alfabeto organizado em blocos silábicos. Cada um destes blocos consiste em pelo menos dois dos 24 caracteres (jamo): pelo menos uma das quatorze consoantes e uma das dez vogais. Os alfabetos hanja (chinês) e o latino são usados dentro de alguns textos em coreano, uma prática mais usual no sul do que no norte.
Ainda que também seja o idioma nacional da vizinha Coreia do Sul, o coreano falado na Coreia do Norte difere dos falado pelos sul-coreanos em alguns aspectos como a pronúncia, a ortografia, a gramática e o vocabulário.

## Governo e política

### Ideologia do regime

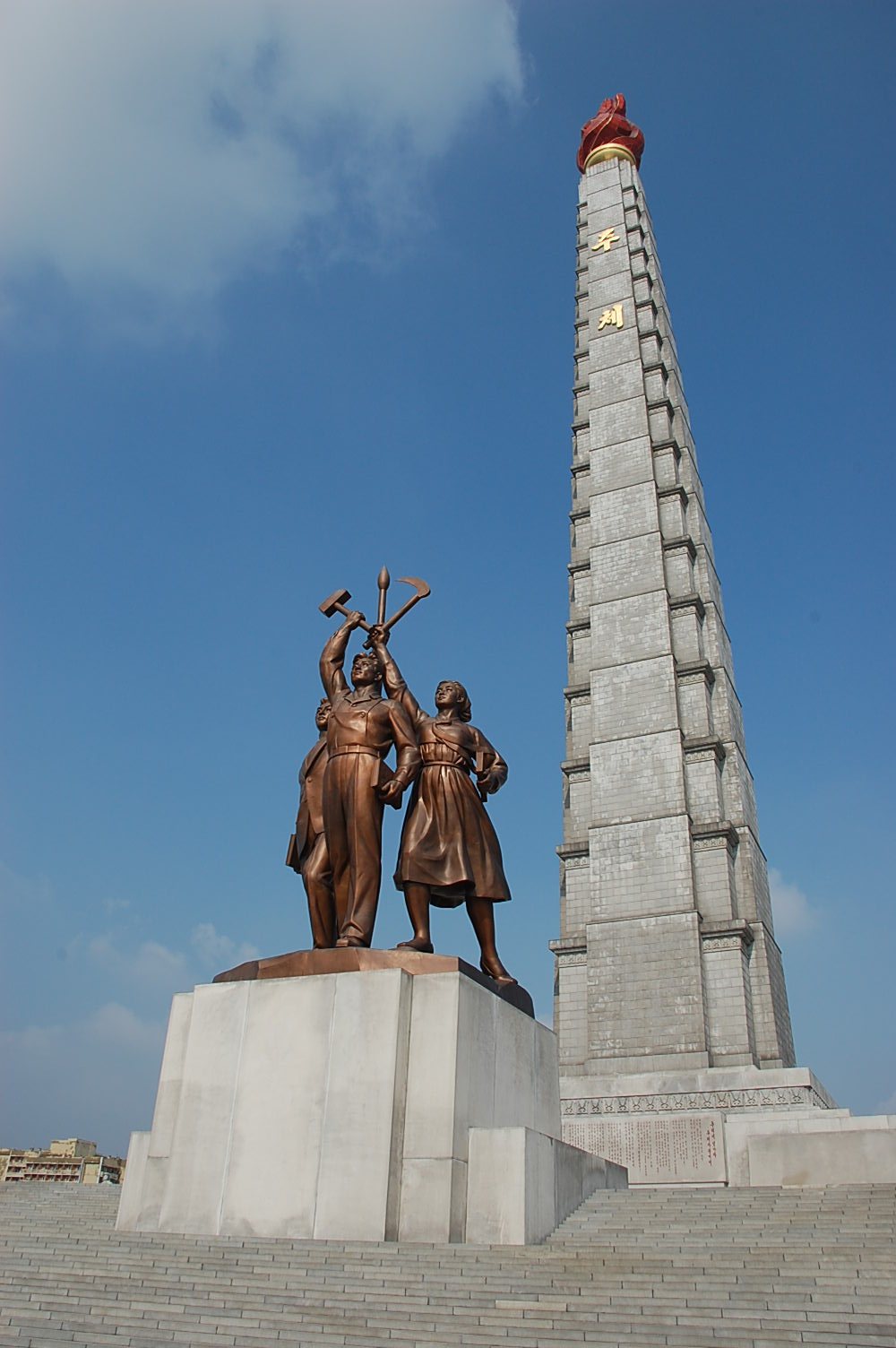
A Torre Juche, símbolo da ideologia juche.

A Coreia do Norte se descreve como um Estado Juche (autossuficiente), mas é descrita por alguns analistas como uma monarquia absolutista de facto ou uma "ditadura hereditária" com um acentuado culto de personalidade organizado em torno de Kim Il-sung (o fundador do país e seu único presidente), seu falecido filho, Kim Jong-il, e seu neto, Kim Jong-un, atual Líder Supremo do país. A Coreia do Norte usa um sistema de governo que também utiliza um sistema de departamentalização dos ministérios. Há também académicos que rejeitam a noção de que a Coreia do Norte seja um Estado socialista que defende o comunismo, ao alegar que a liderança norte-coreana usa o comunismo como uma justificativa para a sua forma de governar. Entretanto nas reuniões anuais do partido governamental PTC, é enfatizado pelos diversos oradores incluindo Kim Jong-un a sua ideologia socialista, e a intenção de firmemente defender a sua ideologia, sistema social e todos os outros tesouros socialistas ganhos à custa de sangue.
Myers desconsidera a ideia de que a ideologia juche seja a proeminente dentro do país, pelo menos quanto à sua exaltação pública como projetada para enganar estrangeiros. Myers observa que a recente constituição da Coreia do Norte, de 2009, omite qualquer menção ao comunismo, citando somente diversas vezes ser socialista.

### Lideranças

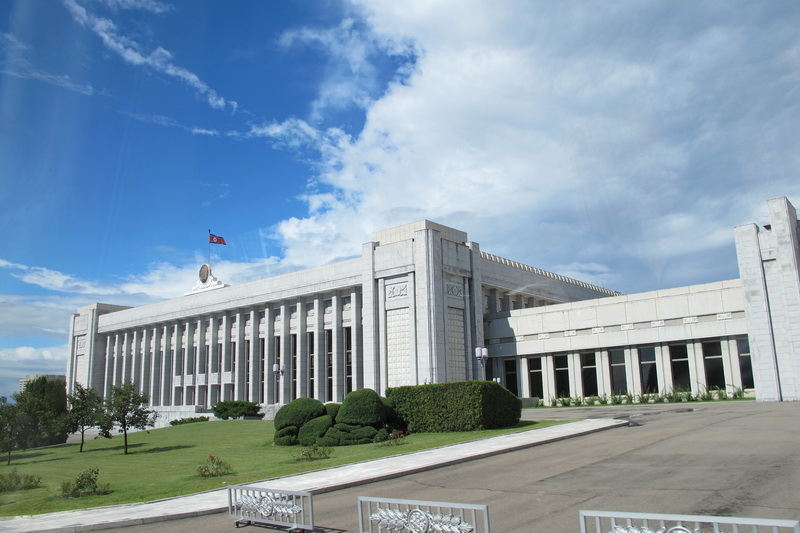
Assembleia Popular Suprema.

Após a morte de Kim Il-sung, em 1994, ele não foi substituído, mas sim recebeu a designação de "Presidente Eterno da República" e foi sepultado no vasto Palácio Kumsusan do Sol, no centro de Pyongyang.
Embora o mandato do presidente seja simbolicamente cumprido pelo falecido Kim Il-sung, o Líder Supremo até sua morte em dezembro de 2011 foi Kim Jong-il, que foi secretário-geral do Partido dos Trabalhadores da Coreia e Presidente da Comissão de Defesa Nacional da Coreia do Norte. A legislatura da Coreia do Norte é a Assembleia Popular Suprema, atualmente liderada pelo presidente Kim Yong-nam. A outra figura importante do governo é o primeiro-ministro Choe Yong-rim.
A estrutura do governo é descrita na Constituição da Coreia do Norte, de 2009 e que oficialmente rejeita o comunismo como ideologia fundadora do país. O partido governante por lei é a Frente Democrática para a Reunificação da Pátria, uma coalizão do Partido dos Trabalhadores da Coreia e outros dois partidos menores, o Partido Social Democrático Coreano e o Partido Chongu Chondoista. Estes partidos nomeiam todos os candidatos aos cargos e mantêm todos os assentos na Assembleia Popular Suprema. Eles têm poder insignificante, visto que o líder detém o controle autocrático sobre os assuntos da nação. Em junho de 2009, foi descoberto que o próximo líder do país seria Kim Jong-un, o mais novo dos três filhos de Kim Jong-il. Isto foi confirmado em 19 de dezembro de 2011, após a morte de Kim Jong-il.

### Culto à personalidade

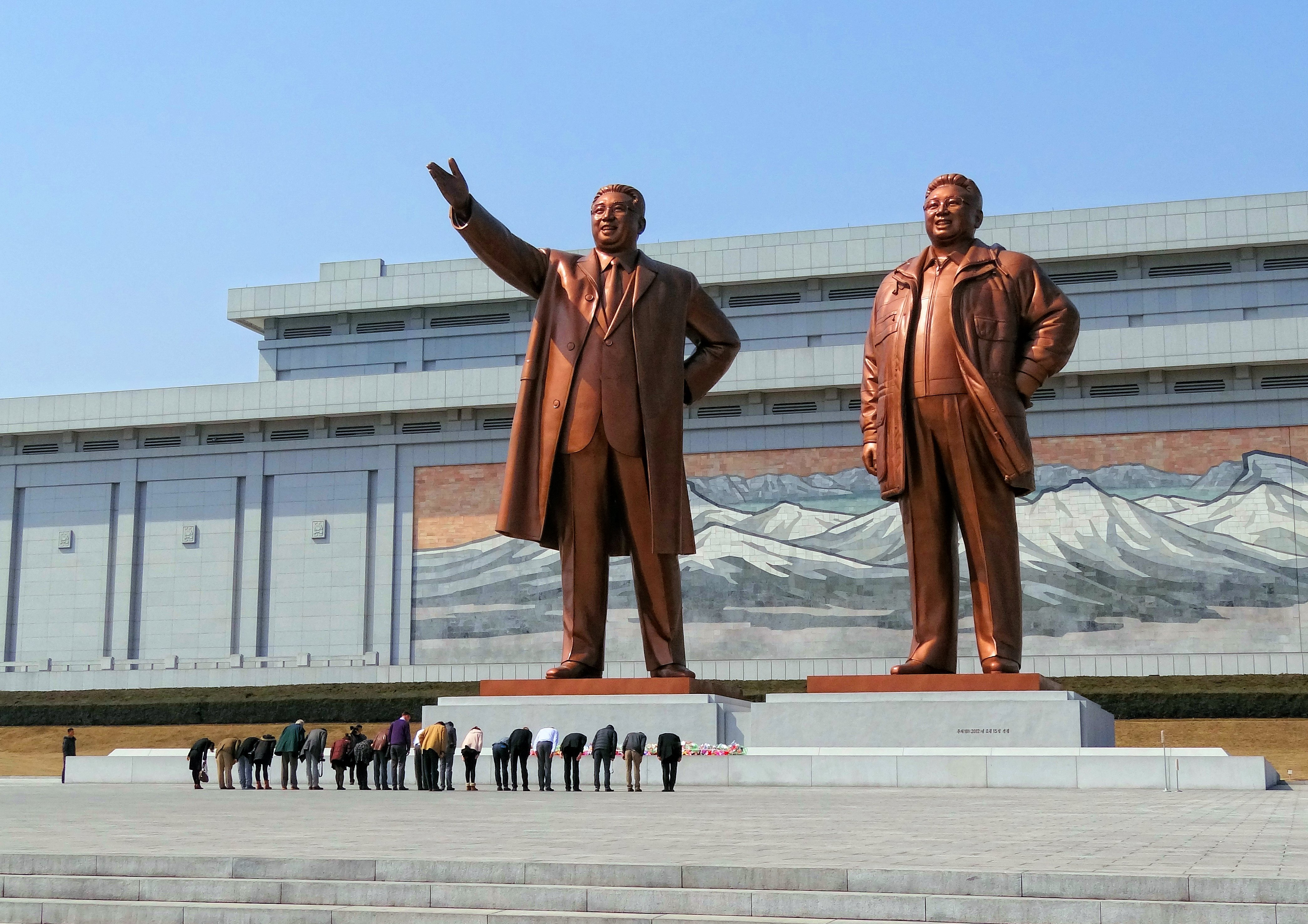
Estátuas de Kim Il-sung e Kim Jong-il, no Grande Monumento Mansudae, Pyongyang.

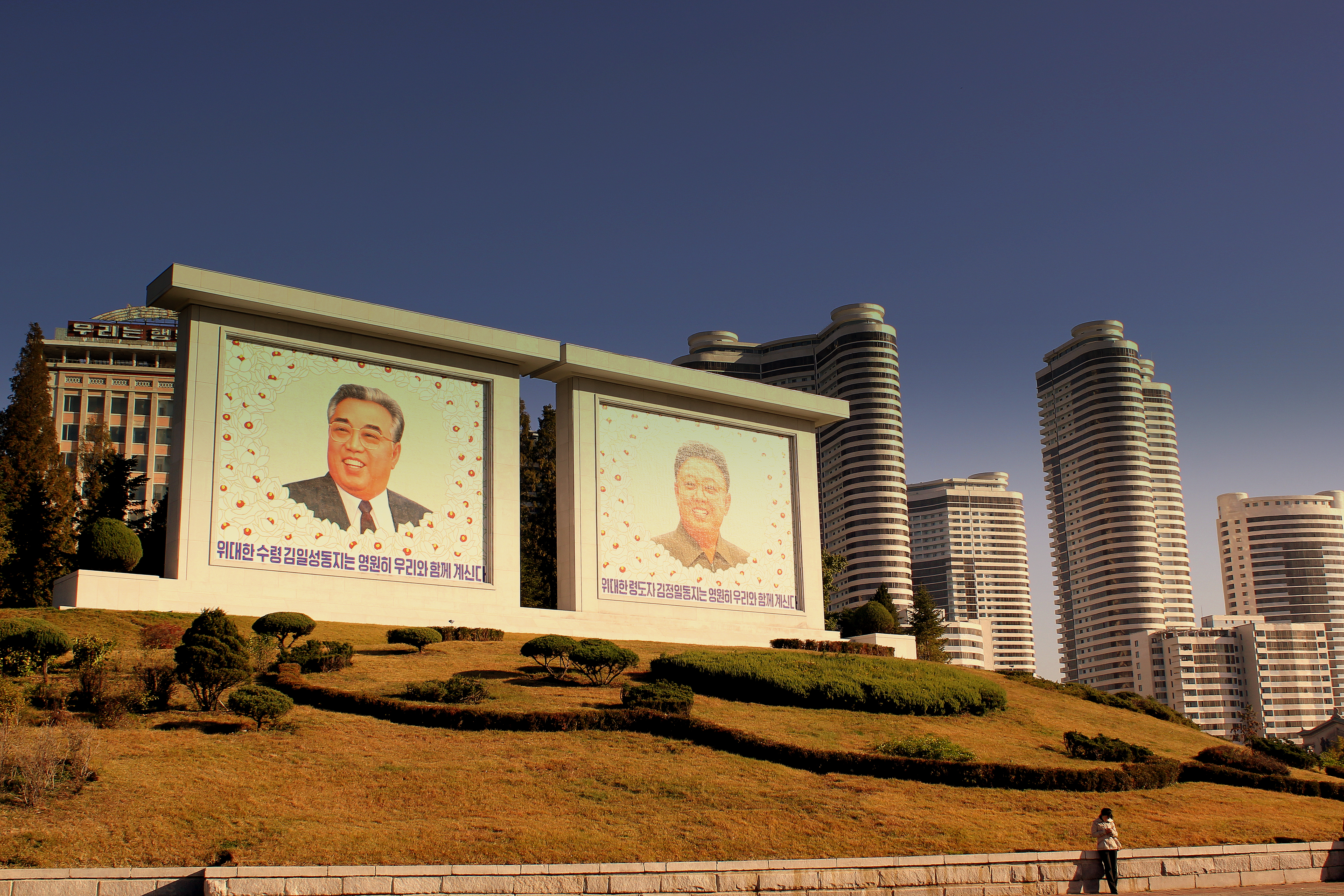
Prédios públicos em Pyongyang com retratos dos líderes do país.

Pintura que refere os ditadores Kim Il-sung e Kim Jong-il no topo da Montanha Baekdu.

O governo norte-coreano exerce controle sobre muitos aspectos da cultura do país e esse controle é usado para perpetuar um culto de personalidade em torno de Kim Il-sung, e, em menor medida, à Kim Jong-il e Kim Jong-un. Enquanto visitou a Coreia do Norte em 1979, o jornalista Bradley Martin notou que quase toda música, arte e escultura que ele observou era para glorificar o "Grande Líder" Kim Il-sung, cujo culto de personalidade foi, então, ampliado a seu filho: o "Líder Querido" Kim Jong- il. Bradley Martin também informou que há ainda a crença generalizada de que Kim Il-sung "criou o mundo" e de que Kim Jong-il poderia "controlar o tempo".
Tais relatos são contestados pelo pesquisador da Coreia do Norte Brian R. Myers: "Poderes divinos nunca foram atribuídos a qualquer um dos dois Kims. Na verdade, o aparelho de propaganda em Pyongyang tem sido geralmente cuidadoso ao não fazer declarações que correm diretamente contra a experiência ou o senso comum dos cidadãos". Ele explica ainda que a propaganda estatal pintava Kim Jong-il como alguém cujo conhecimento estava em assuntos militares e que a fome da década de 1990 foi parcialmente causada por desastres naturais fora do controle de Kim Jong-il.
A música "Não há Pátria-Mãe Sem Você" (당신 이 없으면 조국 도 없다), cantada pelo Coro do Exército norte-coreano, foi criada especialmente para Kim Jong-il e é uma das músicas mais populares do país. Kim Il-sung ainda é oficialmente reverenciado como "Presidente Eterno" da nação. Vários monumentos e símbolos na Coreia do Norte foram nomeados para Kim Il-sung, incluindo a Universidade Kim Il-sung, o Estádio Kim Il-sung e a Praça Kim Il-sung. Desertores têm relatado que as escolas norte-coreanas deificam ambos os líderes, pai e filho. Kim Il-sung rejeitava a noção de que ele tinha criado um culto em torno de si mesmo e acusava aqueles que sugeriam isso de "sectarismo". Após a morte de Kim Il-Sung, os norte-coreanos foram prostrar e chorar para uma estátua de bronze do presidente falecido em um evento organizado; cenas semelhantes foram transmitidas pela televisão estatal depois da morte de Kim Jong-il.
Analistas dizem que este culto à personalidade de Kim Jong-il foi herdado de seu pai, Kim Il-sung. Kim Jong-il foi muitas vezes o centro das atenções durante toda a vida comum na Coreia do Norte. Seu aniversário é um dos feriados públicos mais importantes no país. Em seu aniversário de 60 anos (com base em sua data oficial de nascimento), celebrações em massa ocorreram em todo o país. O culto à personalidade de Kim Jong-il, embora significativo, não foi tão amplo como o do seu pai. Um ponto de vista é que o culto à Kim Jong-il era unicamente por respeito a Kim Il-sung ou por medo de punição por falta de homenagem. A mídia e as fontes governamentais de fora da Coreia do Norte em geral, apoiam esta ponto de vista, enquanto fontes do governo norte-coreano dizem que é na verdade uma adoração a um verdadeiro herói.
B.R. Myers também argumenta que o culto à personalidade norte-coreano não é diferente da adoração à Adolf Hitler na Alemanha nazista. Em 11 de junho de 2012 uma estudante norte-coreana de 14 anos de idade se afogou ao tentar salvar os retratos de Kim Il-sung e Kim Jong-il de uma enchente.

### Relações exteriores

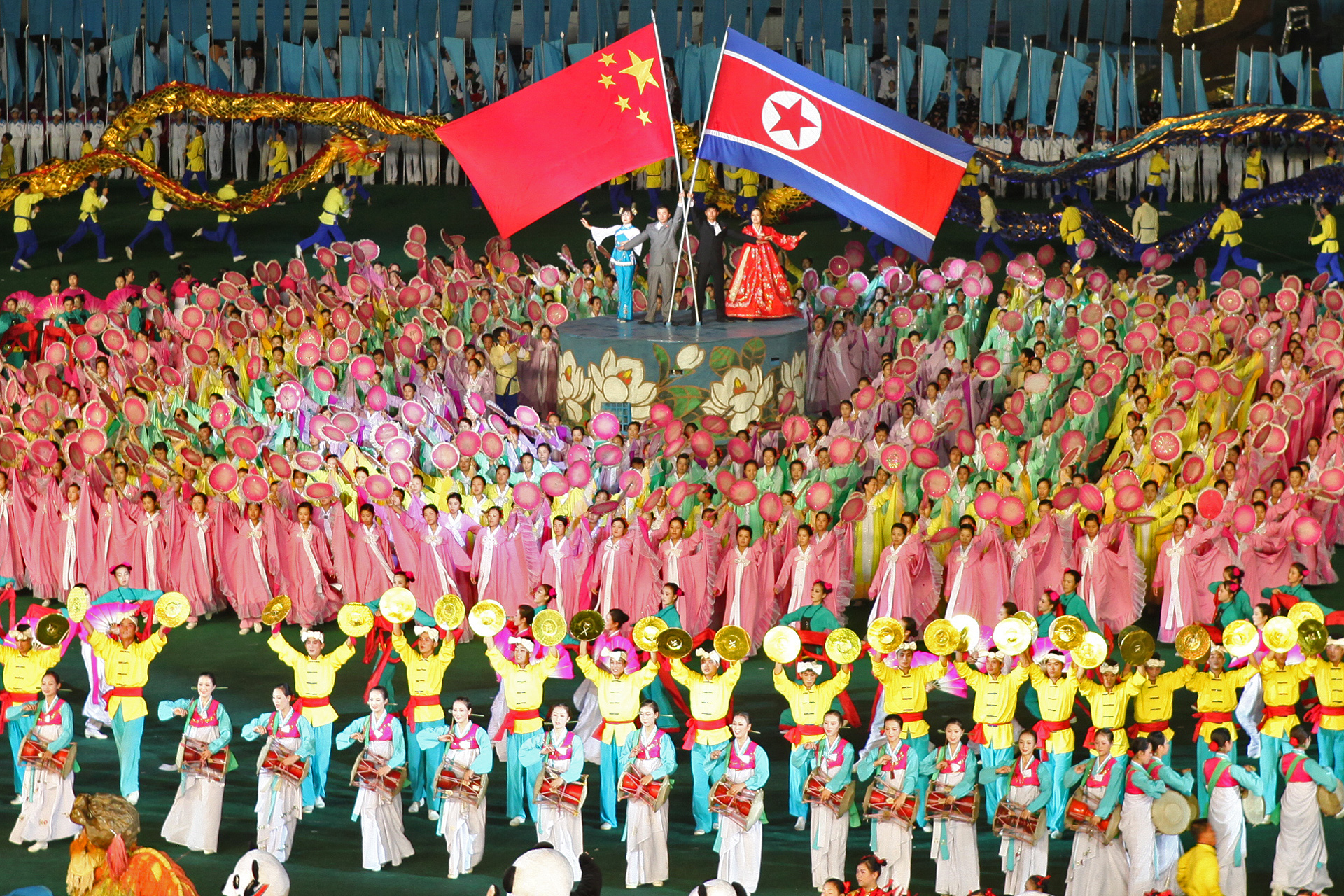
A próxima relação com a China celebrada no Festival Arirang.

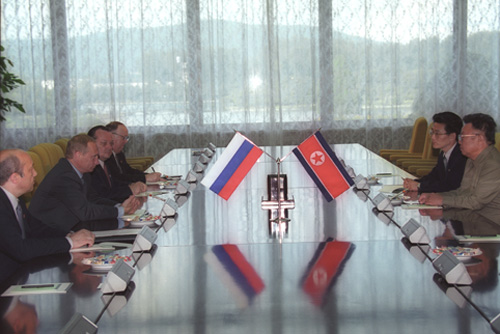
Kim Jong-Il com Vladimir Putin em 2000.

Há muito tempo, a Coreia do Norte mantém estreitas relações com a República Popular da China e com a Rússia. A queda do comunismo na Europa Oriental em 1989, e a desintegração da União Soviética em 1991, resultaram em uma queda devastadora da ajuda da Rússia à Coreia do Norte, embora a República Popular da China continue a fornecer ajuda substancialmente. O país continua a ter fortes laços com seus aliados socialistas do Sudoeste da Ásia, como o Vietnã, Laos, e Camboja. A Coreia do Norte começou a instalar uma barreira de concreto e arame farpado na sua fronteira ao norte, em reposta ao desejo chinês de reduzir os refugiados que fogem do governo norte-coreano. Anteriormente, a fronteira entre a China e a Coreia do Norte era fracamente patrulhada.
Como resultado do programa de armamento nuclear norte-coreano, o Grupo dos Seis foi estabelecido para procurar uma solução pacífica para o mal-estar crescente entre os governos de ambas Coreias, a Federação Russa, a República Popular da China, o Japão, e os Estados Unidos. Em 17 de julho de 2007, inspetores das Nações Unidas verificaram o encerramento de cinco instalações nucleares norte-coreanas, segundo um acordo feito em fevereiro de 2007. Em 4 de outubro de 2007, o presidente sul-coreano Roh Moo-Hyun e o líder norte-coreano Kim Jong-Il assinaram um acordo de paz, sobre a questão da paz permanente, conversações de alto nível, cooperação econômica, renovações ferroviárias, viagens áreas e rodoviárias, e uma seleção olímpica conjunta.
Os Estados Unidos e a Coreia do Sul anteriormente designavam o Norte como um Estado patrocinador do terrorismo. Em 1983, uma bomba matou membros do governo da Coreia do Sul e destruiu um avião comercial sul-coreano; estes ataques foram atribuídos à Coreia do Norte. O país também admitiu a responsabilidade pelo sequestro de 13 cidadãos japoneses nas décadas de 1970 e 1980, cinco dos quais retornaram ao Japão em 2002. Em 11 de outubro de 2008, os Estados Unidos removeram a Coreia do Norte de sua lista dos Estados patrocinadores do terrorismo.
A maioria das embaixadas estrangeiras conectadas com laços diplomáticos à Coreia do Norte estão situadas em Pequim, ao invés de Pyongyang.

#### Cobertura midiática da Coreia do Norte
Para alguns atores do jornalismo internacional, como a correspondente do The Guardian Tania Branigan e o escritor-colunista especialista em estudos sobre a Coreia David Tizzard, a cobertura midiática de eventos envolvendo a Coreia do Norte costuma ser prejudicada por uma extrema falta de informação confiável, junto com uma grande quantidade de falsidades sensacionalistas. Na ausência de evidências sólidas, alguns meios de comunicação recorrem ao sensacionalismo, baseando suas reportagens em rumores. Estereótipos, exageros ou caricaturas distorcem algumas notícias sobre a Coreia do Norte. Algumas reportagens de veículos tipicamente considerados confiáveis foram baseadas em sátiras produzidas por humoristas.
Uma revisão acadêmica feita em 2009 sobre a cobertura internacional a respeito das questões nucleares concernentes à Coreia do Norte chegou à conclusão de que a nacionalidade e a posição política dos jornalistas têm um impacto significativo sobre as considerações feitas sobre o Estado. Um outro estudo mais recente, de caráter extensivo e usando métodos quanti-qualitativos, realizado em 2022, o qual analisou vinte anos de notícias sobre a Coreia do Norte produzidas por veículos britânicos, indica que nos últimos anos a cobertura realizada teria se tornado mais "multidimensional", no sentido de reportar outras esferas da vida para além dos projetos nucleares, como futebol e turismo. Ainda assim, concluiu-se que a maior parte das notícias veiculadas versou sobre a família de Kim Jong-un ou mísseis, e a cobertura em geral se viu impulsionada por tabloidização e sensacionalismo, segundo os autores.

### Forças armadas

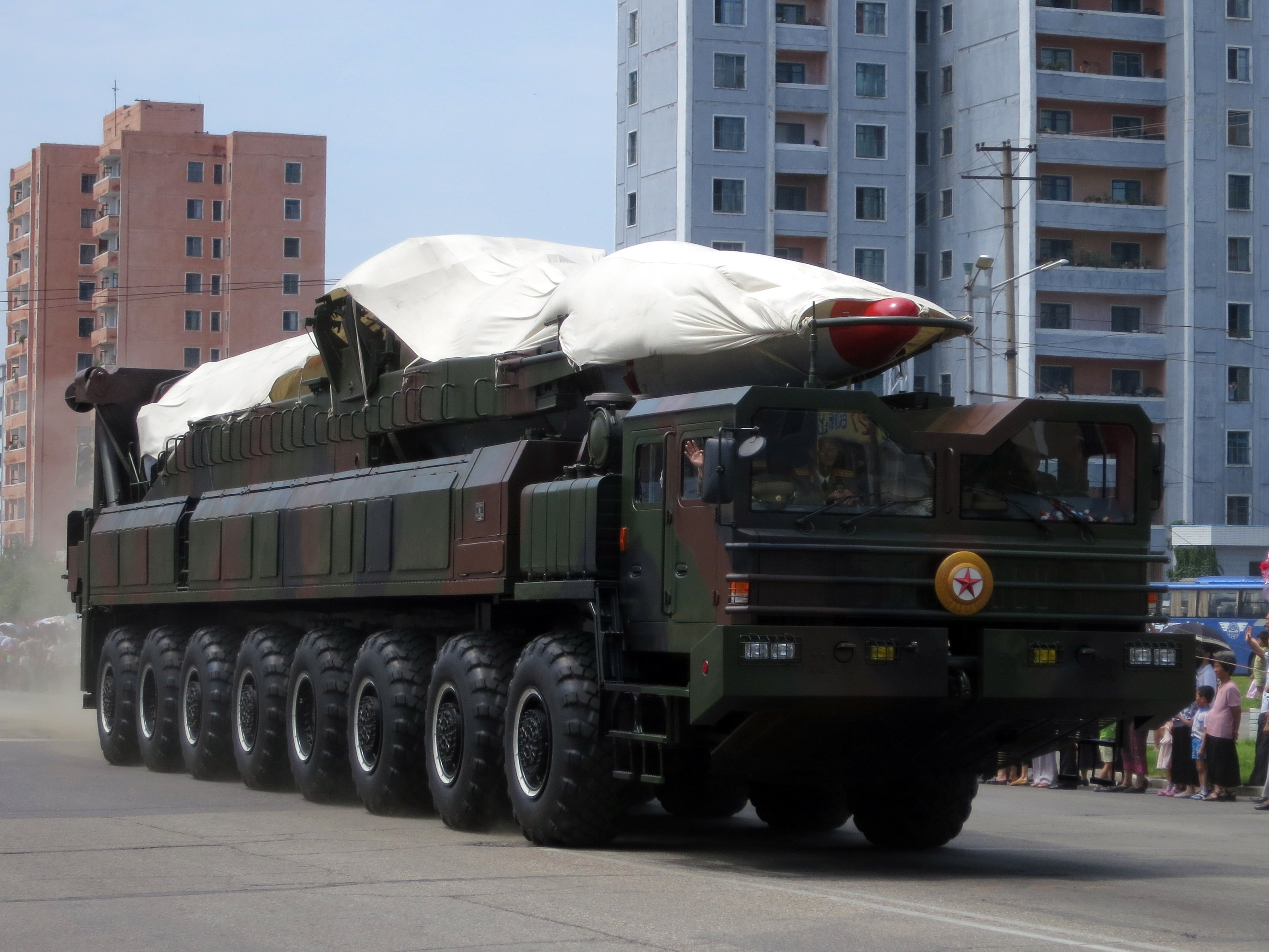
Míssil balístico norte-coreano exposto em uma parada militar.

Kim Jong-un é o Comandante Supremo das Forças Armadas da Coreia do Norte, denominado oficialmente de Exército Popular da Coreia (kPa), e Presidente da Comissão de Defesa Nacional da Coreia do Norte. As Forças armadas norte-coreanas possuem quatro ramos: Força Terrestre, Força Naval, Força Aérea, e o Departamento de Segurança do Estado. De acordo com o Departamento de Estado dos Estados Unidos, a Coreia do Norte tem o quinto maior exército do mundo, com uma população de militares estimada em 1,21 milhão, com cerca de 20% dos homens situados na faixa de 17 a 54 anos de idade nas forças armadas regulares. A Coreia do Norte tem a maior porcentagem de pessoas militares per capita da população inteira, com aproximadamente 1 soldado alistado para 25 cidadãos norte-coreanos. A estratégia militar é designada para inserção de agentes e sabotagem atrás de linhas inimigas durante uma guerra, com grande parte das forças da kPa estacionadas ao longo da altamente fortificada Zona Desmilitarizada da Coreia. O Exército Popular da Coreia opera uma grande quantidade de equipamentos, incluindo 4 060 tanques de guerra, 2 500 VBTPs, 17 900 peças de artilharia (incl. morteiros), 11 000 armas aéreas de defesa da Força Terrestre; pelo menos 915 navios da Marinha e 1 748 aviões da Força Aérea, bem como cerca de 10 000 MANPADS e mísseis antitanques. O equipamento é uma mistura de veículos da Segunda Guerra Mundial e pequenas armas, altamente proliferadas da tecnologia da Guerra Fria, e as mais modernas armas soviéticas. De acordo com a mídia oficial norte-coreana, os gastos militares para 2009 são 15,8% do Produto Interno Bruto.
A Coreia do Norte possui programas de armas nucleares e de mísseis balísticos o que motivou o Conselho de Segurança das Nações Unidas a aprovarem as resoluções 1695 de julho de 2006, 1718 de outubro de 2006 e 1874 de junho de 2009, para verificações e precauções com a realização de testes nucleares e de mísseis. O país provavelmente tem material físsil para até 9 armas nucleares, e tem a capacidade de implantar ogivas nucleares em mísseis balísticos de médio alcance.
A Coreia do Norte também vende seus mísseis e equipamentos militares para o exterior. Em abril de 2009 as Nações Unidas chamaram a Corporação de Vendas de Minas da Coreia (aka KOMID) como o negociante primário de armas da Coreia do Norte e principal exportador de equipamentos relacionados a mísseis balísticos e armas convencionais. A ONU também chamou a Ryonbong coreana de ajudante das vendas militares norte-coreanas.
Em 6 de outubro de 2009, a Coreia do Norte anunciou que estava pronta para retomar o seu centro nuclear em Yongbyon, embora o alto-escalão do governo anunciassem que o país ainda mantém em aberto a possibilidade de desarmamento nuclear, porém apenas depois dos Estados Unidos concordarem em conduzir conversas diretas com a Coreia do Norte. A ausência de diálogo com os Estados Unidos foi dita ser o único obstáculo para Pyongyang retomar as reuniões do six-party talks. O governo norte-americano disse que estava preparado para discutir o assunto, mas que havia certas condições a serem cumpridas. Na época, Kim Jong-il disse que como resultado de conversas com a delegação chinesa, as relações hostis entre a Coreia do Norte e os Estados Unidos devem ser transformadas em laços de paz através de negociações bilaterais. Desde 2006, a Coreia do Norte já realizou cinco experiências nucleares. Todos esses testes foram amplamente repudiados pela comunidade internacional.

### Direitos humanos
Múltiplas organizações internacionais de direitos humanos, incluindo a Anistia Internacional dos Estados Unidos e a Human Rights Watch em idioma inglês, acusam a Coreia do Norte de ter um dos piores registros de direitos humanos de qualquer nação. Os norte-coreanos têm sido referidos como "algumas das pessoas mais brutalizadas do mundo" pela Human Rights Watch, devido às severas restrições às suas liberdades políticas e econômicas. Desertores norte-coreanos, como Lee Soon-ok e Shin Dong-hyuk, testemunharam a existência de campos de concentração com uma estimativa de 150 000 a 200 000 presos (cerca de 0,85% da população), e reportaram torturas, fome, estupros, assassinatos, experimentos médicos desumanos, trabalhos, e abortos forçados. Prisioneiros políticos condenados e suas famílias são enviados para estes campos, onde são proibidos de casar-se, cultivar seu próprio alimento, e é cortada a comunicação externa.
O sistema alterou-se ligeiramente no final dos anos 1990, quando o crescimento vegetativo tornou-se muito baixo. Em muitos casos, onde a pena foi de facto, substituída por punições menos severas. O suborno tornou-se prevalente em todo o país. No entanto, muitos norte-coreanos, agora, ilegalmente, usam vestimentas de origem sul-coreana, ouvem à música deles, assistem suas fitas de vídeo e recebem suas transmissões.
Em 18 de novembro de 2014, a ONU condenou as violações dos direitos humanos na Coreia do Norte, dando um primeiro passo para julgar a Coreia por crimes contra a humanidade. A resolução foi aprovada por 111 votos a favor e 19 contra.
A pena capital é amplamente empregada na Coreia do Norte, inclusive para situações aparentemente corriqueiras, tais como: manifestações religiosas não autorizadas, distribuição de pornografia, manter contato com pessoas de fora do país ou até mesmo assistir a filmes sul-coreanos ou americanos. Muitas das execuções são públicas.

### Reunificação coreana
A política da Coreia do Norte focaliza buscar a reunificação com o Sul, sem que haja uma interferência externa, através de uma estrutura federal que mantenha a liderança de cada lado da península. Ambas as Coreias do Norte e Sul assinaram a Declaração Conjunta Norte-Sul de 15 de junho na qual os dois lados fizeram promessas de procurar uma reunificação pacífica. A República Federal Democrática da Coreia é um Estado proposto, mencionado primeiramente pelo presidente norte-coreano Kim Il Sung em 10 de outubro de 1980, propondo uma federação entre a Coreia do Norte e a Coreia do Sul na qual os respectivos sistemas políticos inicialmente permaneceriam.

## Subdivisões
| Pyongyang Rason Nampo Pyongan Sul Hwanghae Norte Hwanghae Sul Kangwon Hamgyong Sul Hamgyong Norte Ryanggang Chagang Pyongan Norte KaesongChina Coreia do SulMar Amarelo · (Mar Coreano Ocidental) Golfo da Coreia Mar do Japão · (Mar Coreano Oriental) |                                                        | Província                                  | Capital   | Território (km²) | Habitantes |
| --- | ------------------------------------------------------ | ------------------------------------------ | --------- | ---------------- | ---------- |
| Pyongyang Rason Nampo Pyongan Sul Hwanghae Norte Hwanghae Sul Kangwon Hamgyong Sul Hamgyong Norte Ryanggang Chagang Pyongan Norte KaesongChina Coreia do SulMar Amarelo · (Mar Coreano Ocidental) Golfo da Coreia Mar do Japão · (Mar Coreano Oriental) | 1                                                      | Pyongyang                                  | Pyongyang | 3 194            | 3 255 388  |
| Pyongyang Rason Nampo Pyongan Sul Hwanghae Norte Hwanghae Sul Kangwon Hamgyong Sul Hamgyong Norte Ryanggang Chagang Pyongan Norte KaesongChina Coreia do SulMar Amarelo · (Mar Coreano Ocidental) Golfo da Coreia Mar do Japão · (Mar Coreano Oriental) | 2                                                      | Região Industrial de Kaesong               | -- 2      | 66               | -- 2       |
| Pyongyang Rason Nampo Pyongan Sul Hwanghae Norte Hwanghae Sul Kangwon Hamgyong Sul Hamgyong Norte Ryanggang Chagang Pyongan Norte KaesongChina Coreia do SulMar Amarelo · (Mar Coreano Ocidental) Golfo da Coreia Mar do Japão · (Mar Coreano Oriental) | 3                                                      | Região Turística de Kumgang-san            | -- 2      | 50               | -- 2       |
| Pyongyang Rason Nampo Pyongan Sul Hwanghae Norte Hwanghae Sul Kangwon Hamgyong Sul Hamgyong Norte Ryanggang Chagang Pyongan Norte KaesongChina Coreia do SulMar Amarelo · (Mar Coreano Ocidental) Golfo da Coreia Mar do Japão · (Mar Coreano Oriental) | 4                                                      | Região Administrativa Especial de Shinuiju | -- 2      | 132              | 349 500    |
| Pyongyang Rason Nampo Pyongan Sul Hwanghae Norte Hwanghae Sul Kangwon Hamgyong Sul Hamgyong Norte Ryanggang Chagang Pyongan Norte KaesongChina Coreia do SulMar Amarelo · (Mar Coreano Ocidental) Golfo da Coreia Mar do Japão · (Mar Coreano Oriental) | 5                                                      | Chagang                                    | Kanggye   | 16 613           | 1 147 946  |
| Pyongyang Rason Nampo Pyongan Sul Hwanghae Norte Hwanghae Sul Kangwon Hamgyong Sul Hamgyong Norte Ryanggang Chagang Pyongan Norte KaesongChina Coreia do SulMar Amarelo · (Mar Coreano Ocidental) Golfo da Coreia Mar do Japão · (Mar Coreano Oriental) | 6                                                      | Pyongan Norte                              | Sinuiju   | 12 377           | 2 400 595  |
| Pyongyang Rason Nampo Pyongan Sul Hwanghae Norte Hwanghae Sul Kangwon Hamgyong Sul Hamgyong Norte Ryanggang Chagang Pyongan Norte KaesongChina Coreia do SulMar Amarelo · (Mar Coreano Ocidental) Golfo da Coreia Mar do Japão · (Mar Coreano Oriental) | 7                                                      | Pyongan Sul                                | Pyongsong | 12 330           | -- 2       |
| Pyongyang Rason Nampo Pyongan Sul Hwanghae Norte Hwanghae Sul Kangwon Hamgyong Sul Hamgyong Norte Ryanggang Chagang Pyongan Norte KaesongChina Coreia do SulMar Amarelo · (Mar Coreano Ocidental) Golfo da Coreia Mar do Japão · (Mar Coreano Oriental) | 8                                                      | Hwanghae Sul                               | Haeju     | -- 2             | -- 2       |
| Pyongyang Rason Nampo Pyongan Sul Hwanghae Norte Hwanghae Sul Kangwon Hamgyong Sul Hamgyong Norte Ryanggang Chagang Pyongan Norte KaesongChina Coreia do SulMar Amarelo · (Mar Coreano Ocidental) Golfo da Coreia Mar do Japão · (Mar Coreano Oriental) | 9                                                      | Hwanghae Norte                             | Sariwŏn   | 18 970           | -- 2       |
| Pyongyang Rason Nampo Pyongan Sul Hwanghae Norte Hwanghae Sul Kangwon Hamgyong Sul Hamgyong Norte Ryanggang Chagang Pyongan Norte KaesongChina Coreia do SulMar Amarelo · (Mar Coreano Ocidental) Golfo da Coreia Mar do Japão · (Mar Coreano Oriental) | 10                                                     | Kangwon                                    | Wŏnsan    | -- 2             | -- 2       |
| Pyongyang Rason Nampo Pyongan Sul Hwanghae Norte Hwanghae Sul Kangwon Hamgyong Sul Hamgyong Norte Ryanggang Chagang Pyongan Norte KaesongChina Coreia do SulMar Amarelo · (Mar Coreano Ocidental) Golfo da Coreia Mar do Japão · (Mar Coreano Oriental) | 11                                                     | Hamgyong Sul                               | Hamhung   | 18 970           | -- 2       |
| Pyongyang Rason Nampo Pyongan Sul Hwanghae Norte Hwanghae Sul Kangwon Hamgyong Sul Hamgyong Norte Ryanggang Chagang Pyongan Norte KaesongChina Coreia do SulMar Amarelo · (Mar Coreano Ocidental) Golfo da Coreia Mar do Japão · (Mar Coreano Oriental) | 12                                                     | Hamgyong Norte                             | Chongjin  | 21 091           | 1 205 000  |
| Pyongyang Rason Nampo Pyongan Sul Hwanghae Norte Hwanghae Sul Kangwon Hamgyong Sul Hamgyong Norte Ryanggang Chagang Pyongan Norte KaesongChina Coreia do SulMar Amarelo · (Mar Coreano Ocidental) Golfo da Coreia Mar do Japão · (Mar Coreano Oriental) | 13                                                     | Ryanggang 1                                | Hyesan    | 14 317           | -- 2       |
| Pyongyang Rason Nampo Pyongan Sul Hwanghae Norte Hwanghae Sul Kangwon Hamgyong Sul Hamgyong Norte Ryanggang Chagang Pyongan Norte KaesongChina Coreia do SulMar Amarelo · (Mar Coreano Ocidental) Golfo da Coreia Mar do Japão · (Mar Coreano Oriental) | 1 Também grafado como "Yanggang" 2 Dados insuficientes |                                            |           |                  |            |

## Economia

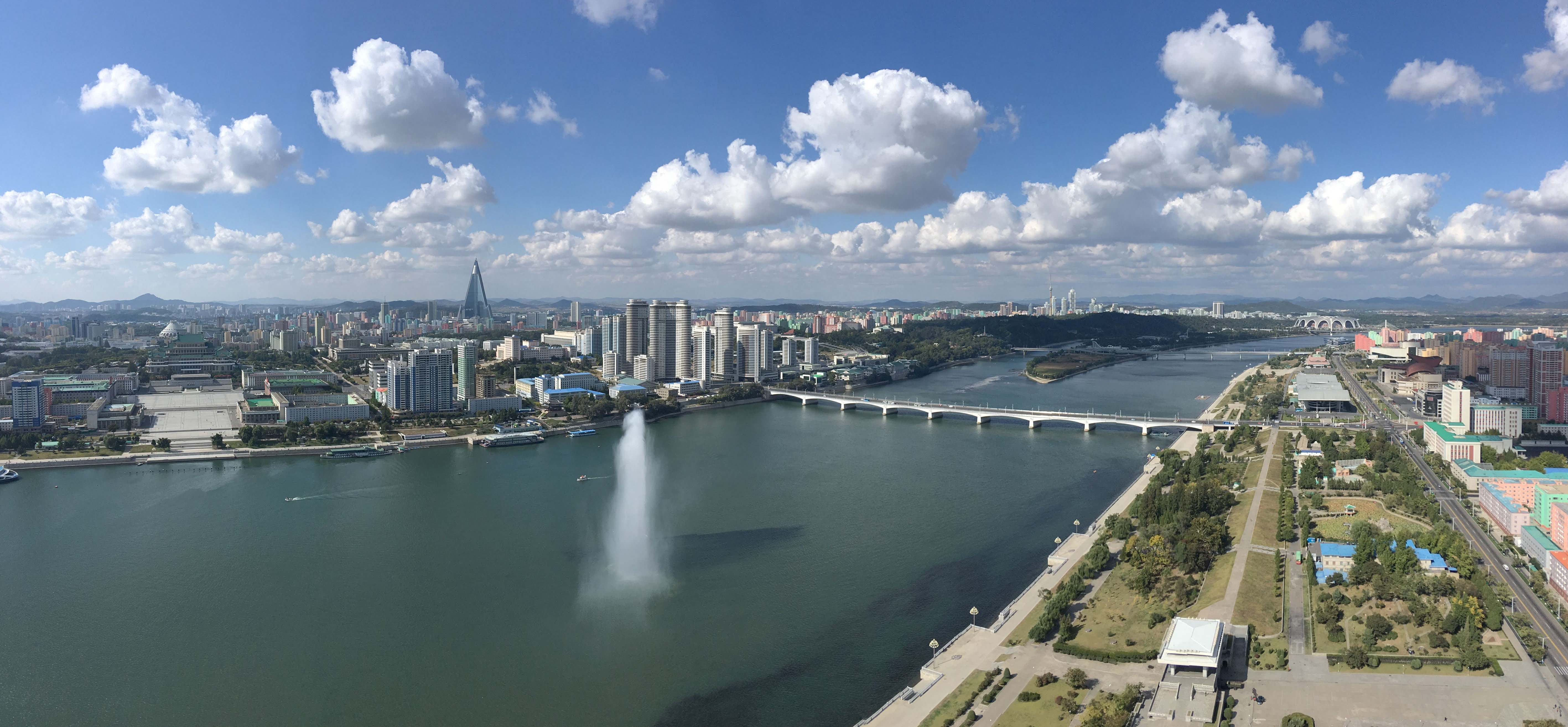
Vista de Pyongyang, a capital e o maior centro comercial da Coreia do Norte. O Hotel Ryugyong pode ser visto ao fundo.

A Coreia do Norte tem uma economia industrializada, autárquica, e altamente centralizada. Dos cinco países socialistas do mundo, a Coreia do Norte é um dos apenas dois (junto a Cuba) com uma economia inteiramente planejada pelo governo, e própria do Estado. A política de isolação da Coreia do Norte faz com que o comércio internacional seja muito restrito, dificultando um potencial significativo do crescimento da economia. No entanto, devido à sua localização estratégica no Leste da Ásia, conectada às quatro maiores economias da região e tendo uma mão de obra barata e jovem e qualificada, é esperado que a economia da Coreia do Norte cresça de 6 a 7% anualmente "como os certos incentivos e medidas de reforma".
Até 1998, as Nações Unidas publicavam o IDH e o PIB per capita da Coreia do Norte, que se situava em um nível médio de desenvolvimento humano em 0,766 (na 75º posição) e o PIB per capita de US$ 4 058. A média salarial é de cerca de US$ 47 por mês. Apesar dos problemas econômicos, a qualidade de vida está melhorando e os salários estão subindo constantemente. Mercados privados de pequena escala, conhecidos como janmadang, existem em todo o país e fornecem à população comidas importadas e determinados commodities em troca de dinheiro, ajudando então a prevenir a grave fome.

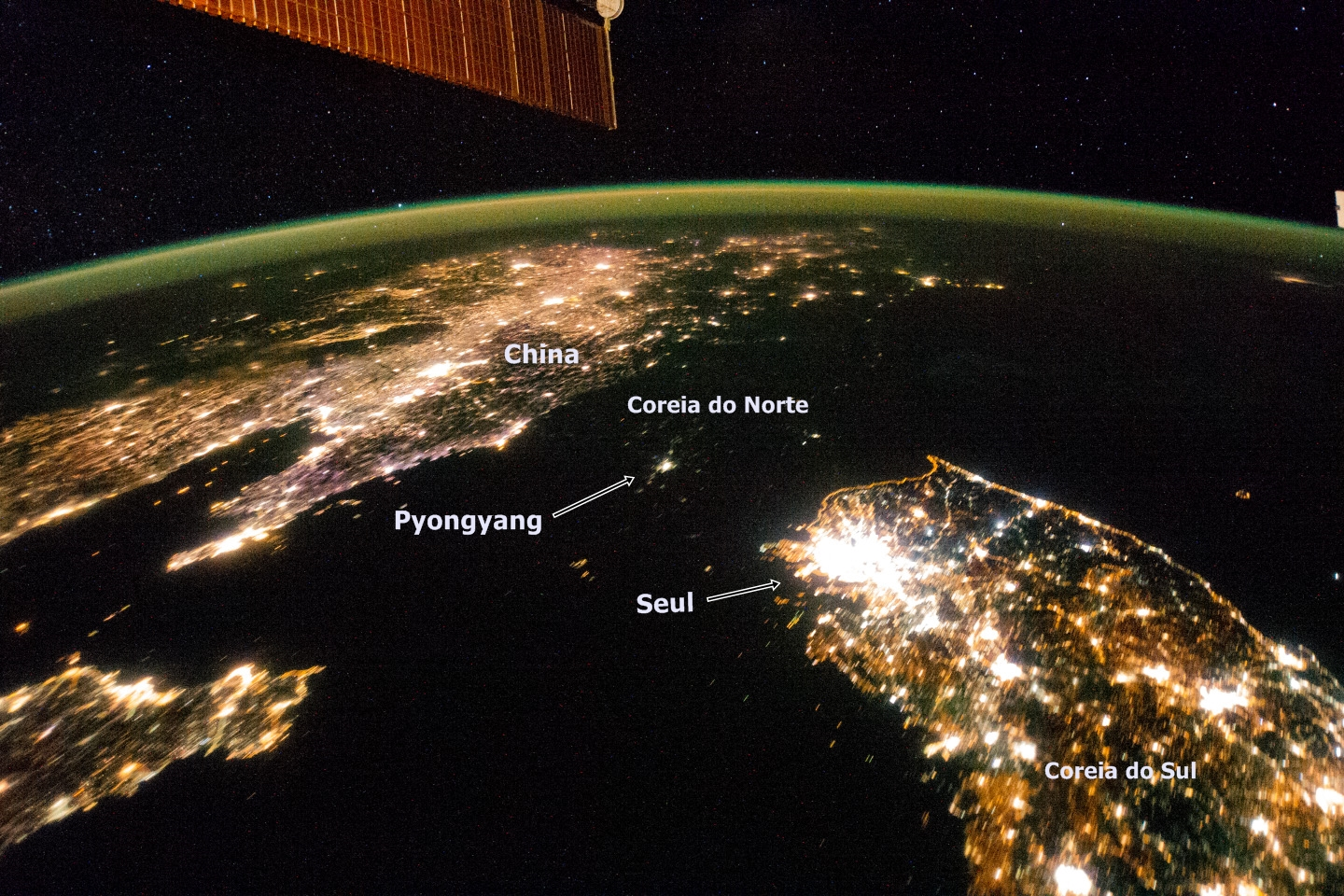
Península Coreana à noite a partir da Estação Espacial Internacional. A disparidade dos níveis de iluminação é um indicador da diferença em desenvolvimento energético e econômico entre a Coreia do Norte e a Coreia do Sul.

A economia da Coreia do Norte é completamente nacionalizada, o que significa que alimentos, habitação, saúde e educação são oferecidos pelo Estado gratuitamente. A cobrança de impostos foi abolida desde 1º de abril de 1974. A fim de aumentar a produtividade da agricultura e da indústria, desde os anos 1960, o governo norte-coreano introduziu inúmeros sistemas de gestão tais como o sistema de trabalho Taean. No século XXI, o crescimento do PIB norte-coreano foi lento, porém constante, embora nos últimos anos, o crescimento gradualmente acelerou em 3,7% em 2008, o ritmo mais rápido em quase uma década, largamente devido a um forte crescimento de 8,2% no setor de agricultura. Isto veio como uma surpresa, dado que a maioria das economias reportaram um crescimento menor, devido à crise global financeira de 2008–2009.
Com base em estimativas de 2002, o setor dominante da economia norte-coreana é a indústria (43,1%), seguida pela prestação de serviços (33,6%) e a agricultura (23,3%). Em 2004, foi estimado que a agricultura empregou 37% da força de trabalho, enquanto a indústria e a prestação de serviços empregaram os restantes 63%. As maiores indústrias incluem produtos militares, construção de máquinas, energia elétrica, produção química, mineração, metalurgia, produção têxtil, processamento de alimentos e turismo.
Em 2005, a Coreia do Norte foi estimada pela FAO na 10ª colocação em produção de frutas frescas e na 19ª na produção de maçãs. O país tem importantes recursos naturais e é o 18º maior produtor de ferro e zinco do mundo, tendo a 22ª maior reserva de carvão do mundo. Também é o 15ª maior produtor de fluorita e o 12º maior produtor de cobre e sal na Ásia. Outras maiores reservas naturais em produção incluem: chumbo, tungstênio, grafita, magnesita, ouro, pirita e energia hidráulica.

### Comércio exterior

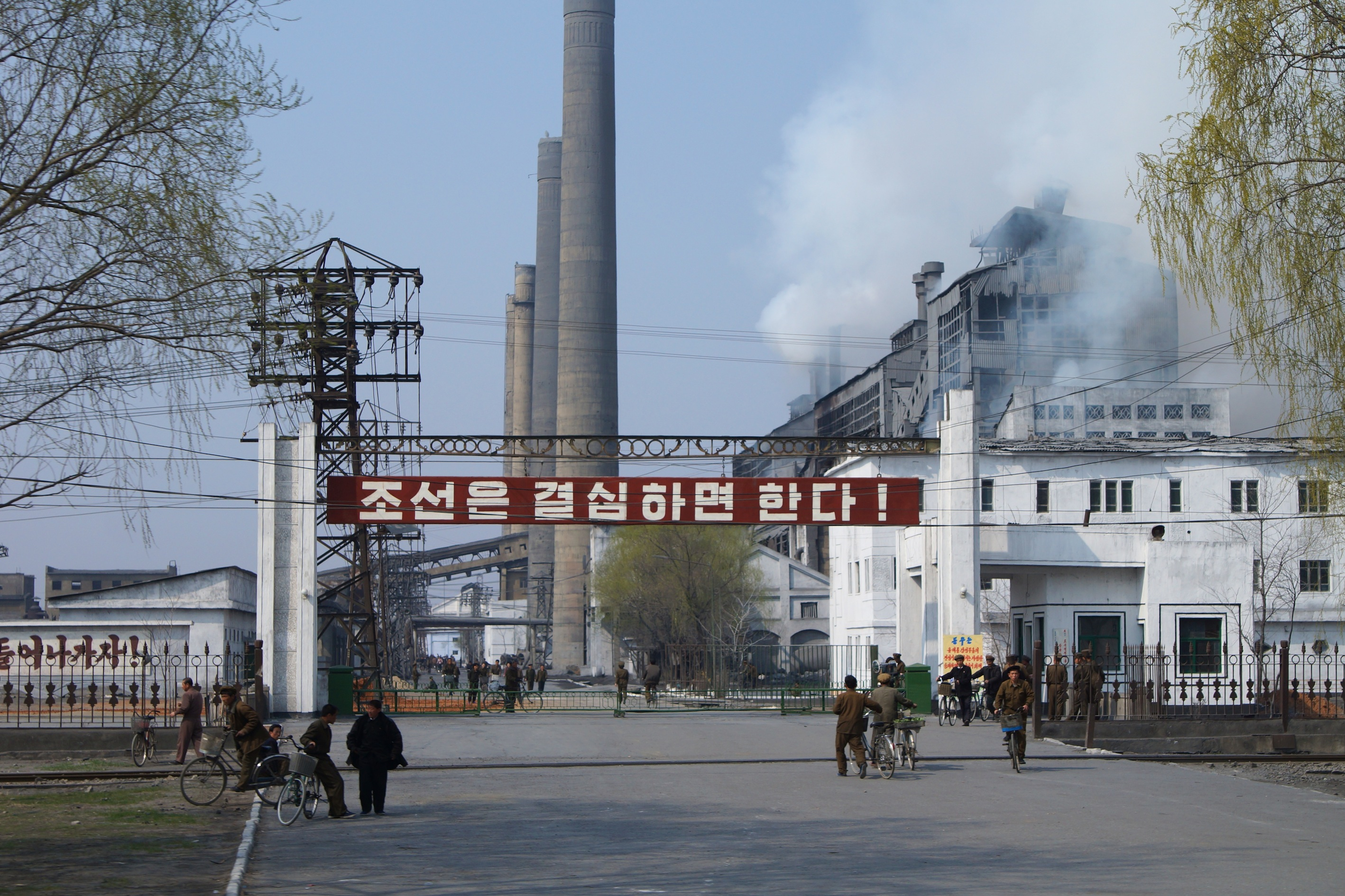
Indústria em Hamhung.

A China e a Coreia do Sul são os maiores doadores de alimentos da Coreia do Norte. Os Estados Unidos alegam que não doam alimentos devido à falta de supervisão. Em 2005, a China e a Coreia do Sul combinaram fornecer 1 milhão de toneladas de alimentos, cada um contribuindo metade. Para além da ajuda alimentar, a China fornece uma estimativa de 80 a 90% das importações de petróleo da Coreia do Norte a "preços amigáveis" que são nitidamente inferiores ao preço do mercado mundial.

Principais produtos de exportação da Coreia do Norte em 2019.

Em 19 de setembro de 2005, a Coreia do Norte prometeu ajuda combustível e vários outros incentivos não relacionados ao alimentício da Coreia do Sul, dos Estados Unidos, do Japão, da Rússia, e da República Popular da China em troca de abandonar o programa de armamento nuclear e regressar ao Tratado de Não Proliferação de Armas Nucleares. Fornecendo alimentos em troca de abandonar programas de armamentos foi, historicamente, evitado pelos Estados Unidos para não ser visto como um "usar comida como uma arma". A ajuda humanitária dos vizinhos da Coreia do Norte foi cortada, por vezes, para provocar a Coreia do Norte a retomar negociações boicotadas. Por exemplo, a Coreia do Sul teve a "consideração adiada" de 500 000 toneladas de arroz para o Norte em 2006, porém a ideia de fornecer alimentos como um claro incentivo (em oposição em retomar a "ajuda humanitária em geral") tem sido evitada. Há também rompimentos da ajuda devido ao roubo generalizado de vagões usados pela China para entregar ajuda alimentar.
Em julho de 2002, a Coreia do Norte começou a experimentar o capitalismo privado na Região Industrial de Kaesong. Um pequeno número de outras áreas foram designadas como Regiões Administrativas Especiais, incluindo Sinŭiju junto com a fronteira China-Coreia do Norte. A China e a Coreia do Sul são os maiores parceiros comerciais da Coreia do Norte, sendo que o comércio com a China aumentou 15% a US$ 1,6 bilhões em 2005, e o comércio com a Coreia do Sul aumentou 50% a mais de 1 bilhão pela primeira vez em 2005. É relatado que o número de telefones móveis em Pyongyang passou de apenas 3 000 em 2002 para aproximadamente 20 000 durante o ano de 2004. Em junho de 2004, no entanto, os telefones móveis tornaram-se proibidos novamente. Um pequeno número de elementos capitalistas estão gradualmente se espalhando da área experimental, incluindo cartazes de publicidades ao longo de certas estradas. Visitantes recentes reportaram que o comércio de fazendas cresceu em Kaesong e Pyongyang, bem como na fronteira China-Coreia do Norte, ignorando o sistema de racionamento de alimentos. Cada vez mais investimentos externos foram criados desde 2002. Em um evento chamado "incidente Pong Su", em 2003, um navio de carga norte-coreano, supostamente tentando contrabandear heroína da Austrália foi apreendido por oficiais australianos, reforçando suspeitas da Austrália e dos Estados Unidos de que Pyongyang se envolve no tráfico internacional de drogas. O governo norte-coreano negou qualquer envolvimento.

### Classes sociais

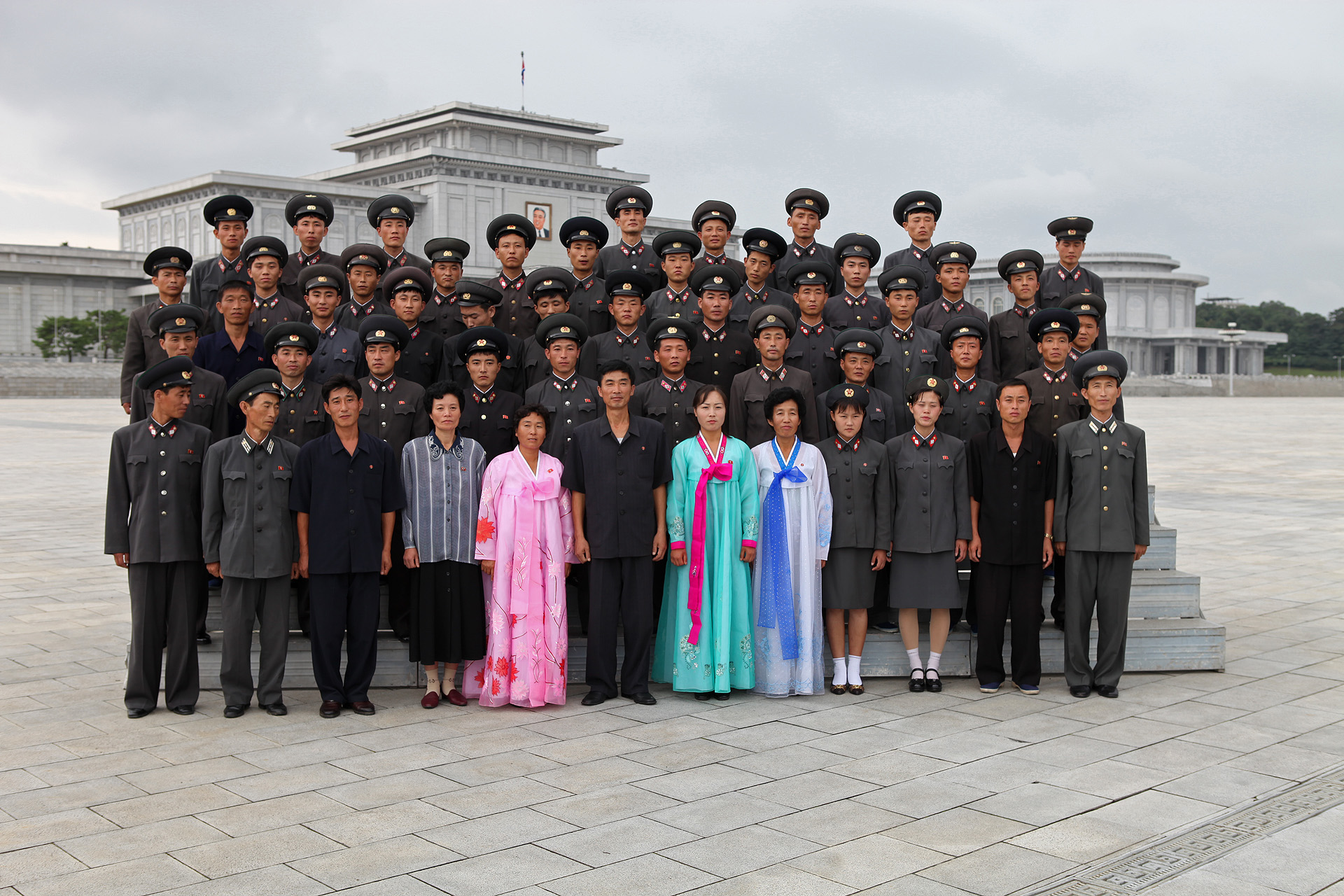
Norte-coreanos posando para uma foto em frente ao Palácio do Sol de Kumsusan.

De acordo com documentos norte-coreanos e testemunhos de refugiados, todos os norte-coreanos são classificados em grupos de acordo com Songbun, um sistema de status. Com base no histórico de comportamento político, social e econômico de sua família há três gerações, bem como comportamento por parentes dentro desse sistema, Songbun é supostamente usado para determinar se uma pessoa é leal ao governo, com responsabilidade, as oportunidades dadas, ou mesmo se recebe alimentação e assistência social adequada.
Songbun afeta o acesso a oportunidades de educação e de emprego e, particularmente, se uma pessoa é elegível para participar do partido governante do país. Existem três grupos principais e cerca de 50 sub-grupos. De acordo com Kim Il-sung, em 1958, a "classe principal" leal constituíam 25% da população norte-coreana, a "classe vacilante" 55%, e da "classe hostil" 20%. O status mais elevado é concedido aos indivíduos descendentes de pessoas que participaram com Kim Il-sung na guerra contra a ocupação militar japonesa antes e durante a Segunda Guerra Mundial e para aqueles que eram trabalhadores de fábrica, operários ou camponeses a partir de 1950.
Enquanto alguns analistas acreditam que o comércio privado recentemente debilitou o sistema Songbun, em certa medida, a maioria dos refugiados norte-coreanos dizem que continuam a ser uma presença marcante na vida cotidiana. No entanto, o governo norte-coreano afirma que todos os cidadãos são iguais e nega qualquer discriminação com base em antecedentes familiares.

### Turismo

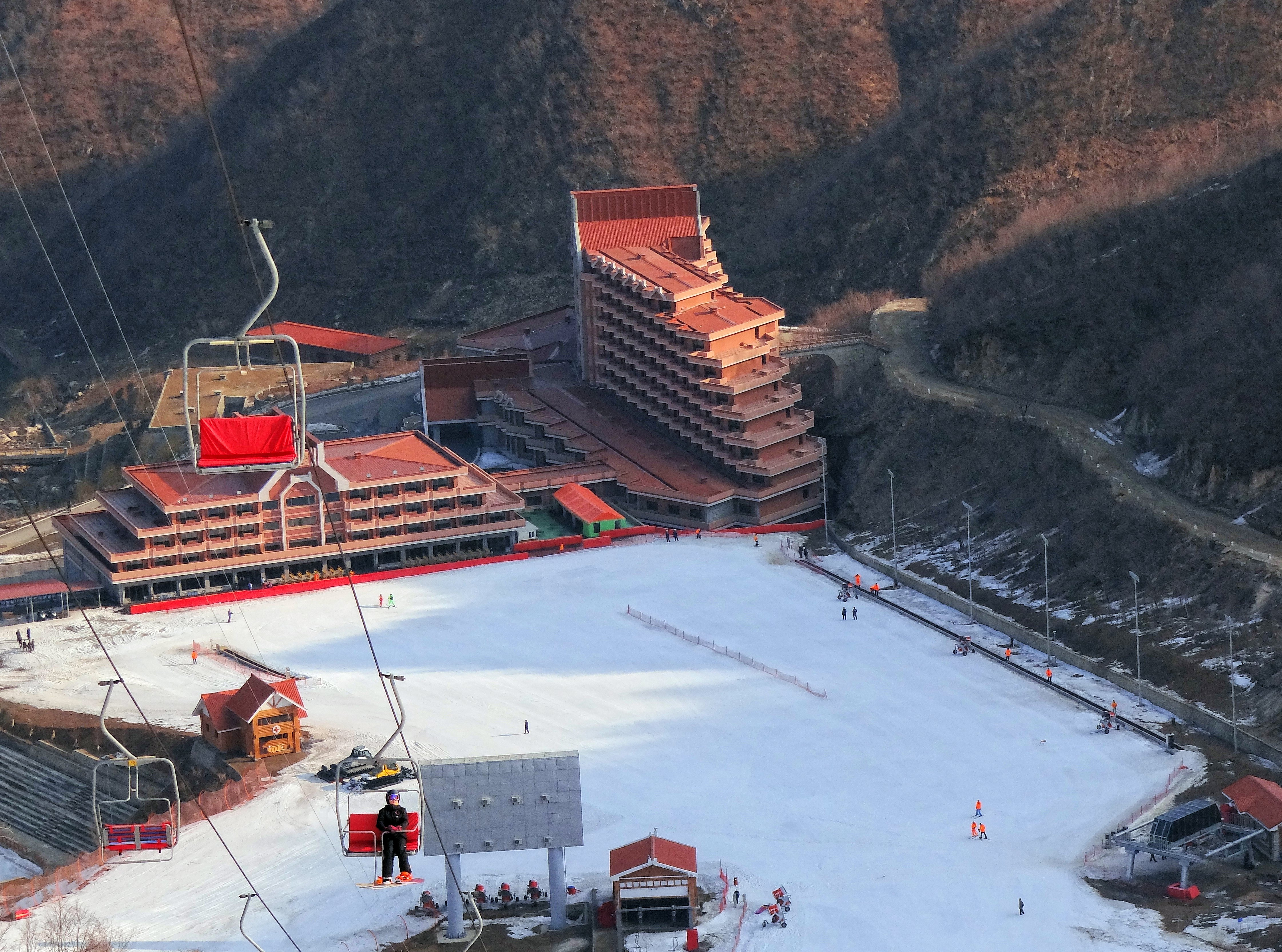
Estação de esqui em Kangwon.

O turismo na Coreia do Norte é organizado pela estatal Organização de Turismo ("Ryohaengsa"). Cada grupo de viajantes bem como visitantes/turistas individuais são permanentemente acompanhados por um ou dois "guias", que normalmente falam o idioma materno e o idioma do turista. Enquanto o turismo tem aumentado ao longo dos últimos anos, turistas de países ocidentais continuam poucos. A maioria dos turistas vem da China, Rússia e Japão. Cidadãos russos da parte asiática preferem a Coreia do Norte como um destino turístico devido aos relativos baixos preços, falta de poluição e o clima mais quente. Para cidadãos dos Estados Unidos e da Coreia do Sul, é praticamente impossível obter um visto para a Coreia do Norte. Exceções a cidadãos estadunidenses são feitas para o Festival Arirang anualmente.
Na área envolta das montanhas Kŭmgangsan, a companhia Hyundai estabeleceu e opera uma área turística especial. Também é possível para sul-coreanos e norte-americanos viajar para esta área, porém apenas em grupos organizados na Coreia do Sul. Uma região administrativa especial conhecida como Região Turística de Kumgang-san existe para este propósito. Viagens para esta região foram temporariamente suspensas desde que uma mulher sul-coreana, que passeava em uma zona militar foi morta a tiros por guardas da fronteira no final de 2008.

## Infraestrutura

### Educação

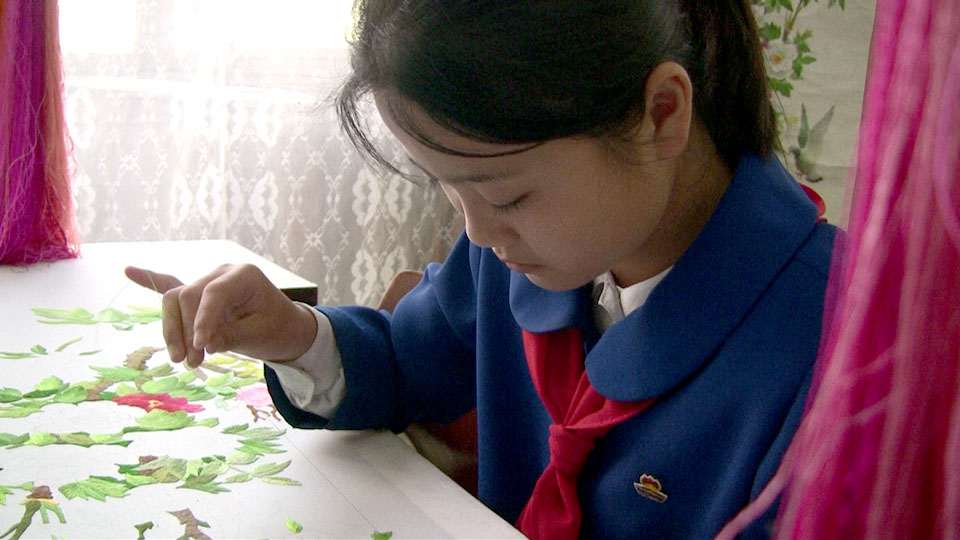
Uma jovem norte-coreana em uma escola de Mangyongdae.

A educação na Coreia do Norte é controlada pelo governo e é obrigatória até o nível secundário. A educação norte-coreana é gratuita, e o Estado fornece aos estudantes não apenas instrução e facilidades educacionais, mas também uniformes e livros didáticos. A heurística é altamente aplicada, a fim de desenvolver a independência e a criatividade dos alunos. A educação obrigatória dura onze anos, e inclui um ano de pré-escola, quatro anos da educação primária e seis anos da educação secundária. O currículo escolar norte-coreano consiste em ambos os assuntos acadêmicos e políticos.
As escolas primárias são conhecidas como 'escolas do povo' e as crianças frequentam esta escola desde os seis até os nove anos de idade. Elas são, posteriormente, matriculadas em uma escola secundária regular ou uma escola secundária especial, dependendo de suas especialidades. Eles entram na escola secundária aos dez anos e deixam-na aos dezesseis.
O ensino superior não é obrigatório da Coreia do Norte. É composto de dois sistemas: ensino acadêmico e ensino superior. O sistema de ensino acadêmico inclui três tipos de instituições: universidades, escolas profissionais, e escolas técnicas. Escolas de pós-graduação para os níveis mestrado e doutorado são ligados às universidades, e servem a estudantes que quiserem continuar sua educação. Duas universidades notáveis na RDPC são: a Universidade Kim Il-sung e a Universidade de Ciência e Tecnologia de Pyongyang, ambas na capital norte-coreana Pyongyang. A primeira, fundada em outubro de 1946, é uma instituição elitizada cuja inscrição de 16 000 estudantes, no início da década de 1990, ocupa, em palavras de um observador, o "regime do sistema educacional e social norte-coreano".
A Coreia do Norte é um país altamente alfabetizado, com um índice de alfabetização de 99% (dados do governo de 1991).

### Transportes

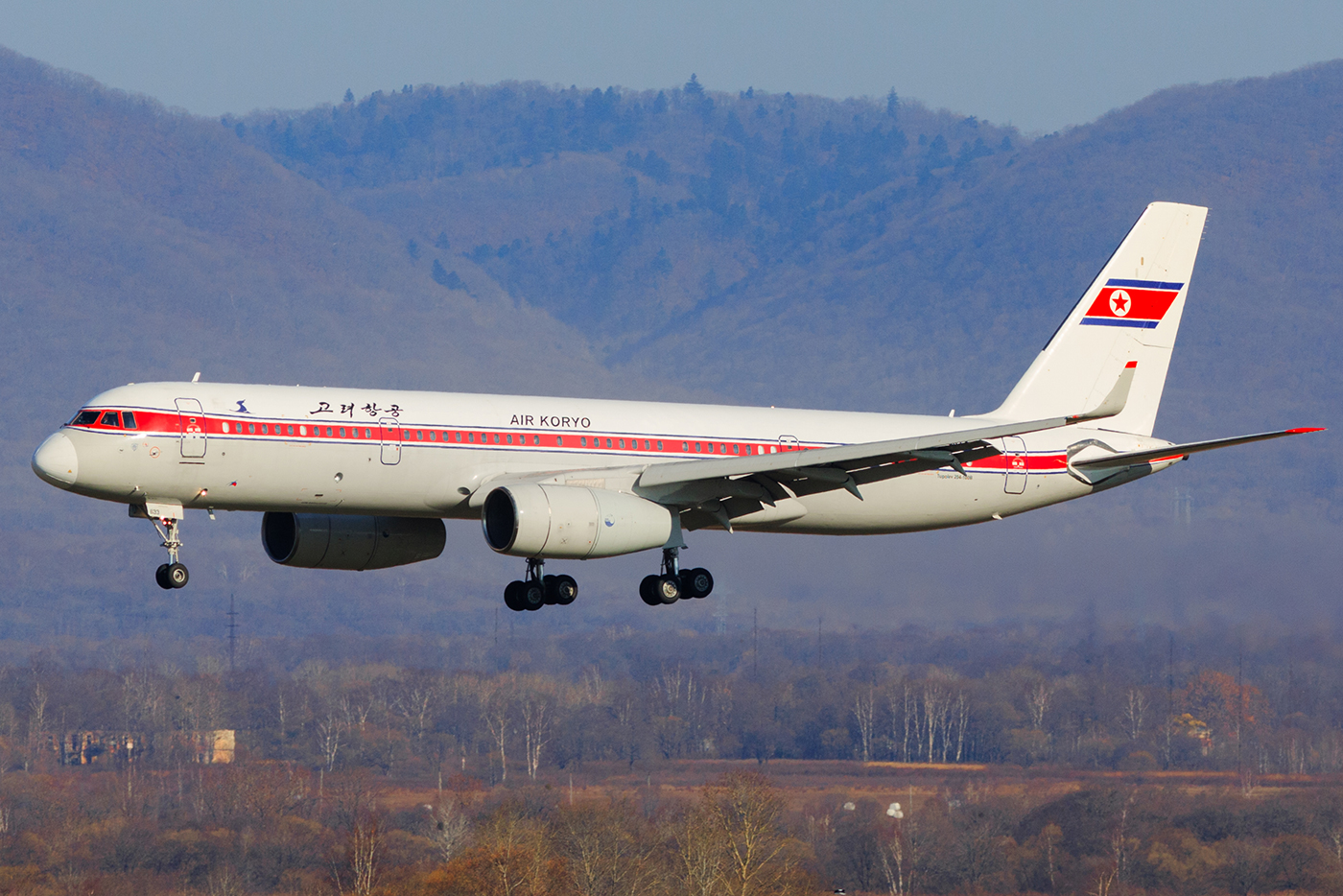
Tupolev Tu-204 da Air Koryo no Aeroporto de Vladivostok, Rússia.

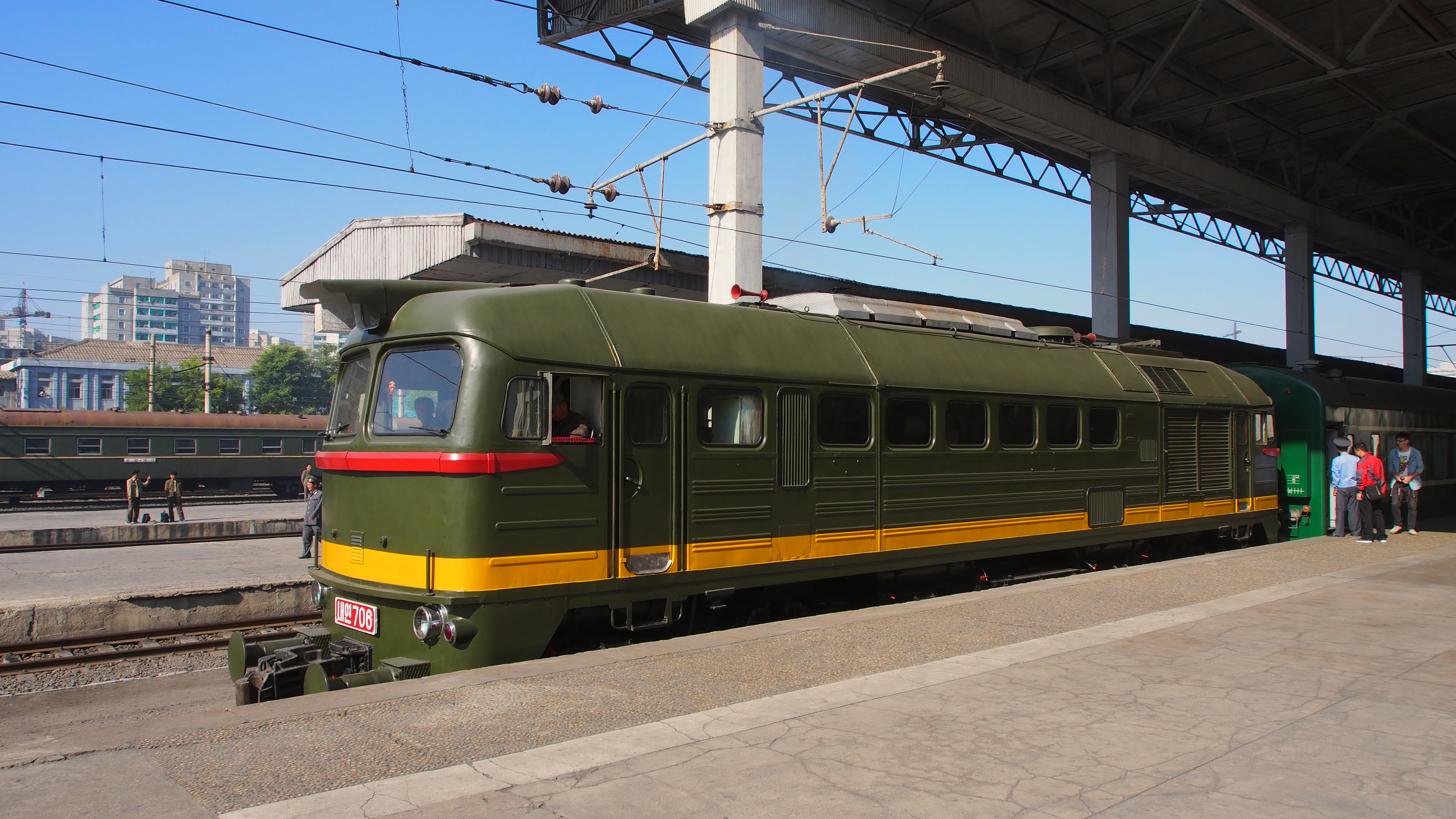
Lomotiva soviética M62 na Estação de Pyongyang.

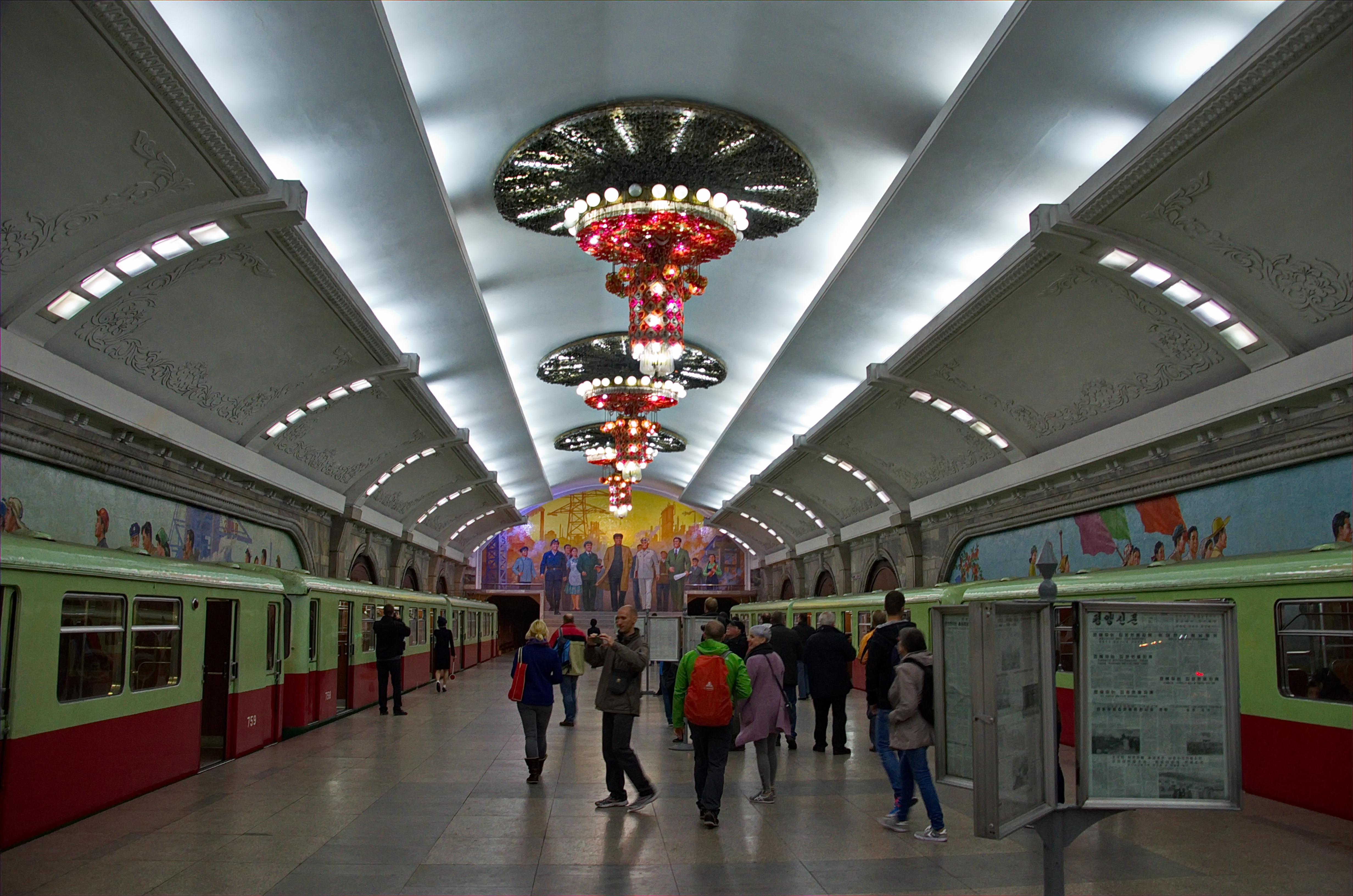
Metrô de Pyongyang.

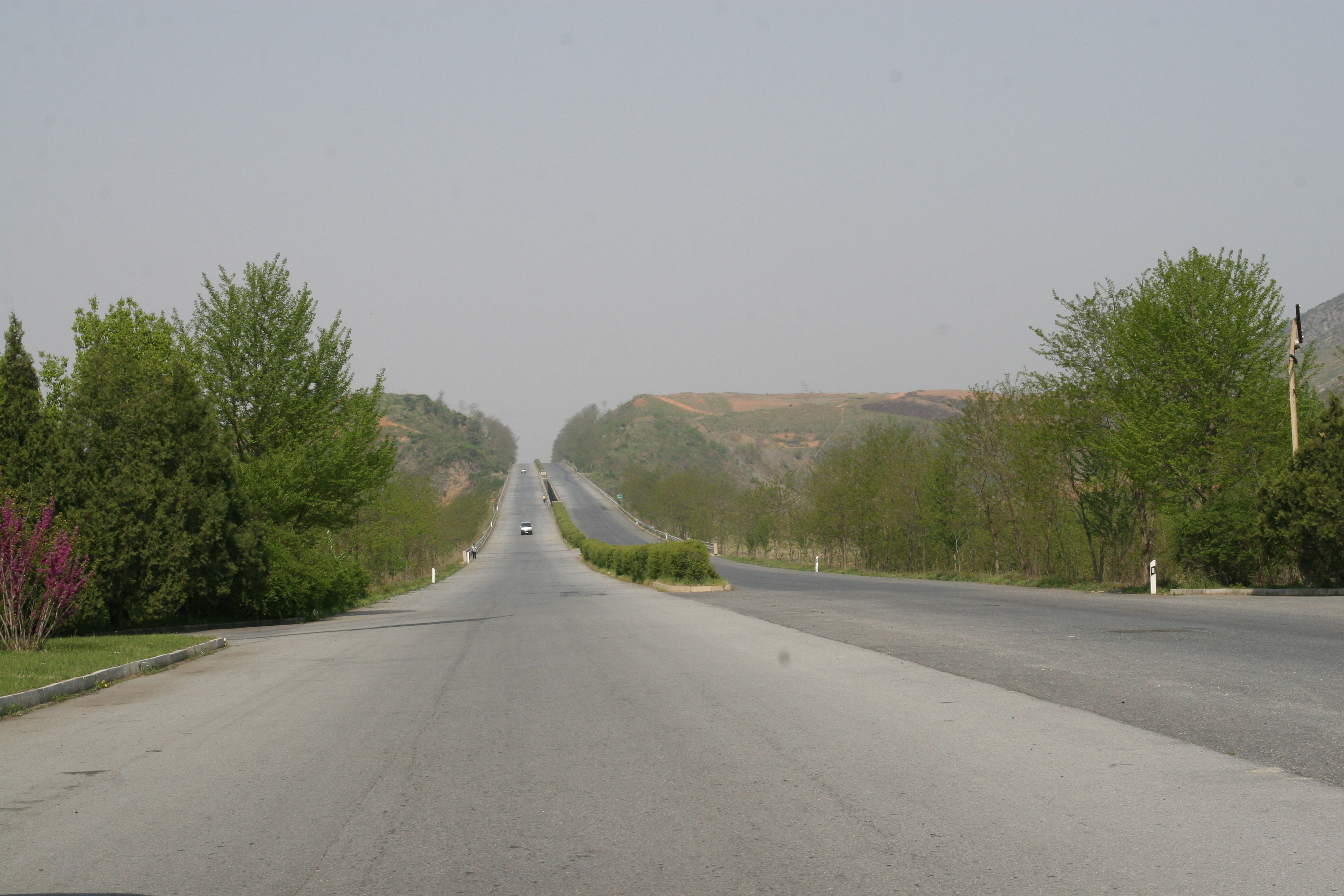
Rodovia nas proximidades de Pyongyang.

Há uma mistura de trólebus construídos e importados e bondes em centros urbanos na Coreia do Norte. Frotas anteriores foram obtidas na Europa e na República Popular da China, porém o embargo comercial forçou a Coreia do Norte a construir seus próprios veículos. Há ferrovias na República Popular Democrática da Coreia operadas pelo Choson Cul Minzuzui Inmingonghoagug, sendo este o único operador ferroviário da Coreia do Norte. O país tem uma rede de 5 200 km de vias, com 4 500 km em bitolas padrões. Há uma pequena ferrovia de bitolas estreitas em operação na península de Haeju. A frota de transporte ferroviário consiste em uma mistura de locomotivas elétricas e a vapor. Carros são, em sua maioria, feitos na Coreia do Norte usando os modelos soviéticos. Há algumas locomotivas do Japão Imperial, dos Estados Unidos, e da Europa ainda em uso. Locomotivas de segunda mão chinesas também foram avistadas em serviço.
O transporte aquático nos principais rios e ao longo das costas desempenha um papel crescente no transporte de mercadorias e passageiros. Exceto pelos rios Yalu e Taedong, a maioria das vias navegáveis no país, que totalizam 2 253 km, são navegáveis apenas por barcos de pequeno porte. A navegação costeira é pesada no litoral leste, cujas águas mais profundas podem acomodar navios de maiores dimensões. Os maiores portos são em Nampho na costa oeste e Rajin, Chongjin, Wonsan, e Hamhung na costa leste.
A maior capacidade de carga do país na década de 1990 foi estimada de quase 35 milhões de toneladas por ano. No início dos anos 1990, a Coreia do Norte possuía uma frota mercante oceânica, em grande parte produzida internamente, de sessenta e oito barcos (de pelo menos 1 000 toneladas brutas registradas), totalizando 465 801 tons brutas registradas (709 442 toneladas métricas de porte bruto (TPB)), que inclui cinquenta e oito navios de carga e dois navios-tanque. Há um investimento contínuo na modernização e expansão das facilidades portuárias, desenvolvendo o transporte — particularmente no Rio Taedong — e aumentando a quota de transporte internacional por navios nacionais.
As conexões aéreas da Coreia do Norte são limitadas. Há voos regulares a partir do Aeroporto Internacional de Sunan — 24 km ao norte de Pyongyang — para Moscou, Khabarovsk, Pequim, Macau, Vladivostoque, Banguecoque, Cheniangue, Shenzhen e voos privilegiados de Sunan para Tóquio, bem como para os países da Europa Oriental, o Oriente Médio, e a África. Um acordo para dar início a um serviço de Pyongyang a Tóquio foi assinado em 1990. Voos internos são disponíveis entre Pyongyang, Hamhung, Wonsan, e Chongjin. Ao todo, os aviões civis operados pelo Air Koryo totalizaram 34 em 2008, os quais foram adquiridos pela União Soviética e a Rússia. De 1976 a 1978, quatro jatos Tu-154 foram adicionados à pequena frota de propulsores An-24s após adicionar 4 Ilyushin Il-62M de longo alcance, 3 aviões Ilyushin Il-76MD de grande porte e 2 Tupolev Tu-204-300 de longo alcance em 2008.
Um dos poucos jeitos de entrar na Coreia do Norte é sobre a Ponte da Amizade Sino-Coreana ou via Panmunjeom, a antiga travessia do Rio Amnok e o último cruzamento da Zona Desmilitarizada. Automóveis privados na Coreia do Norte são uma visão rara, mas a partir de 2008 cerca de 70% das famílias utilizavam bicicletas, que também desempenham um papel cada vez mais importante no comércio privado em menor escala.

### Saúde
A assistência médica e os tratamentos médicos são gratuitos na Coreia do Norte. O governo norte-coreano gasta 3% de seu produto interno bruto em saúde. Desde a década de 1950, a RDPC pôs grande ênfase à assistência médica, e entre 1955 e 1986, o número de hospitais cresceu de 285 para 2 401, e o número de clínicas também teve um aumento de 1 020 para 5 644. Há hospitais ligados a fábricas e minas. Desde 1979, foi posta uma maior ênfase na medicina tradicional coreana, baseada no tratamento com ervas e acupuntura.

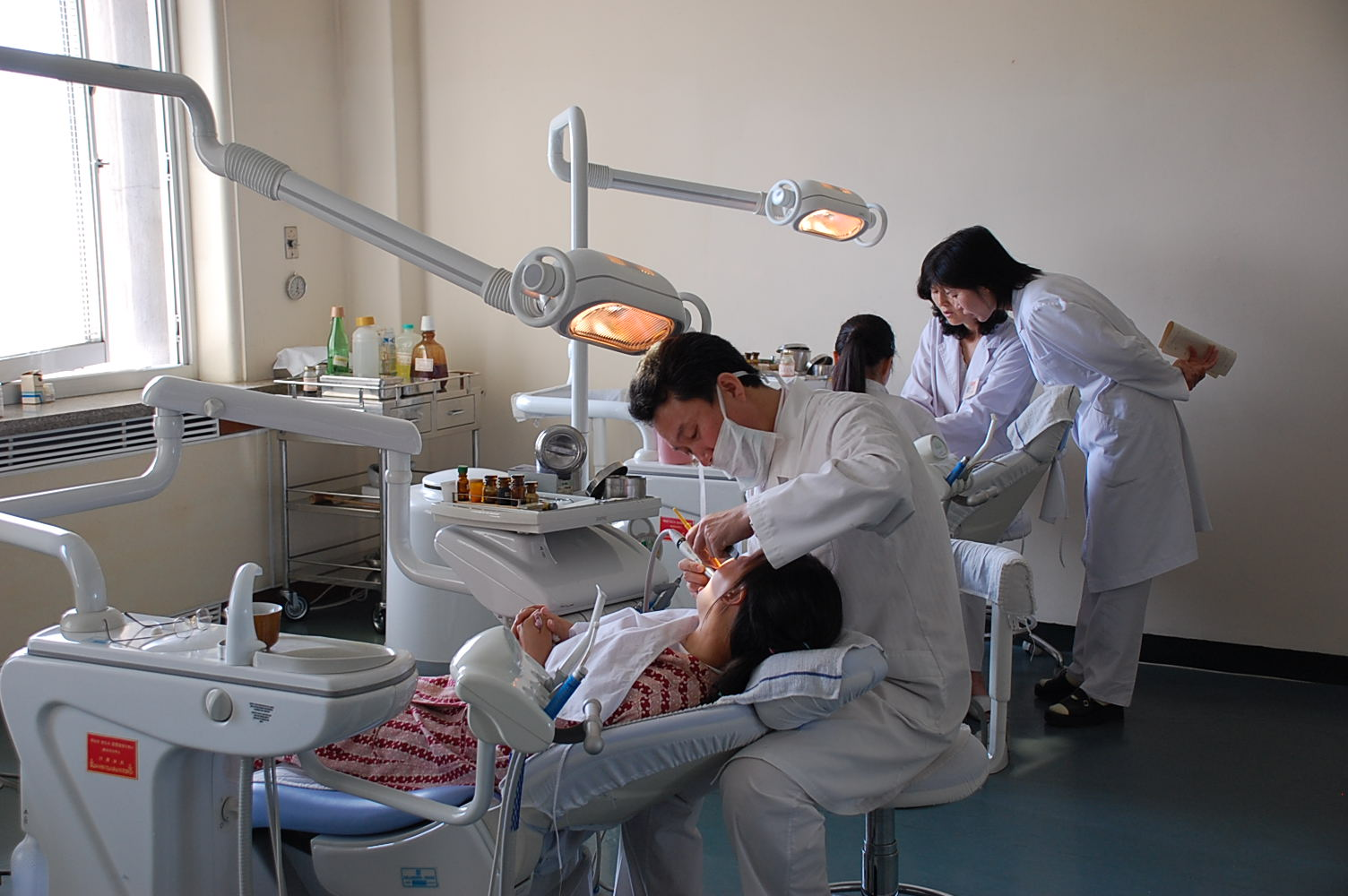
Consultório de um dentista norte-coreano em um dos maiores hospitais do país.

O sistema de saúde da Coreia do Norte tem tido um forte declínio desde os anos 1990, devido a desastres naturais, problemas econômicos, e escassez de alimentos e energia. Muitos hospitais e clínicas norte-coreanos sofrem, agora, com a falta dos equipamentos e medicamentos essenciais, água corrente e eletricidade.
Quase 100% da população tem acesso à água e saneamento, mas a água não é completamente potável. Doenças infecciosas como a tuberculose, a malária, e a hepatite B são consideradas endêmicas no país.
De acordo com estimativas de 2009, a expectativa de vida da Coreia do Norte era de 63,8 anos, quase equivalente à do Paquistão e Myanmar e pouco mais baixa que a da Rússia.
Entre outros problemas de saúde, muitos cidadãos norte-coreanos sofrem as sequelas da desnutrição, causada pela fome e relativa ao fracasso do programa de distribuição. O World Food Program das Nações Unidas, em 1998, revelou que 60% das crianças do país sofriam de desnutrição, e 16% eram gravemente desnutridas.

### Energia elétrica
O país sofre com a estagnação energética. Atualmente, mais de 70% da geração vem de termelétricas a carvão, de forma ineficiente e abaixo da demanda. Em ranking de produção nacional de energia feito pela Agência Internacional de Energia, o país amargava a 68ª posição em 2010.

### Mídia

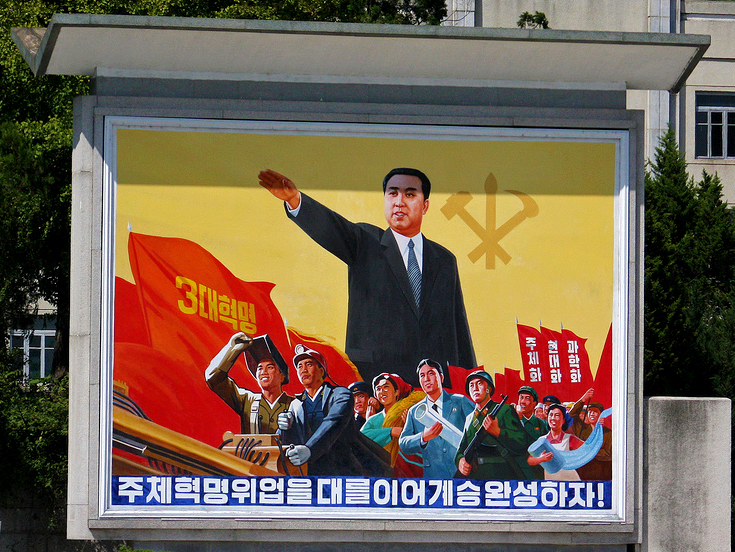
A mídia estatal cultua a família Kim.

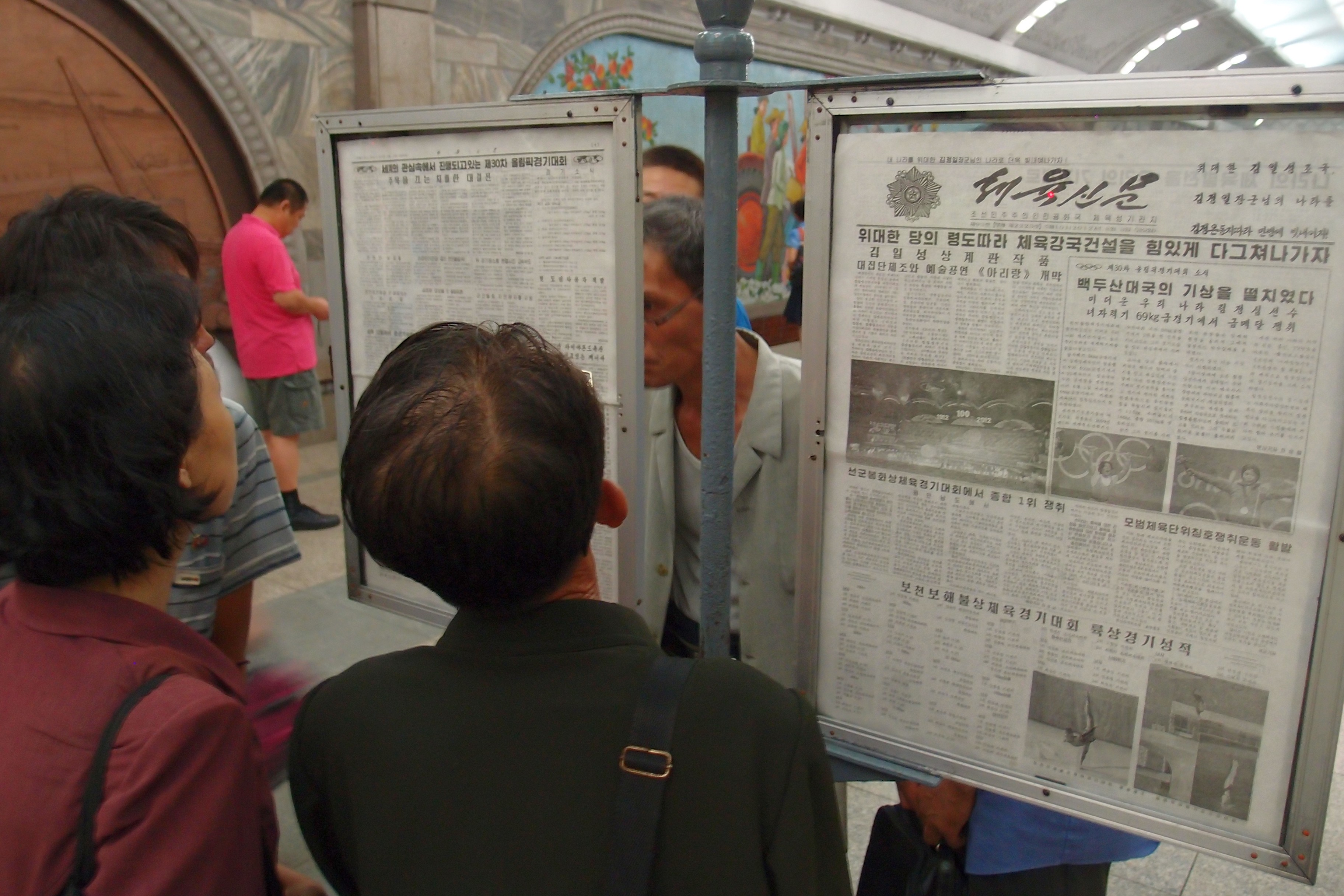
Um suporte público de leitura de jornal em Pyongyang.

A mídia da Coreia do Norte é uma das mais rigorosamente controladas do mundo. Como resultado, a informação é estritamente controlada tanto notícias internas, quanto externas. A constituição norte-coreana prevê liberdade de expressão e de imprensa; no entanto, o governo proíbe o exercício desses direitos em prática. Em seu relatório de 2008, a Repórteres sem Fronteiras classificou o ambiente da mídia na Coreia do Norte como 172 de 173, atrás apenas da Eritreia.
Apenas notícias que favoreçam o regime são permitidas, enquanto notícias que cubram os problemas políticos e econômicos no país, ou que critiquem o regime, não são permitidas. A mídia defende o culto à personalidade de Kim Jong-un, regularmente relatando suas atividades diárias. O principal fornecedor de notícias à mídia na RDPC é a Agência Central de Notícias da Coreia. A Coreia do Norte tem 12 principais jornais e 20 grandes revistas, todas de diferentes periodicidades e todas publicadas em Pyongyang. Os jornais incluem: o Rodong Sinmun, o Joson Inmingun, o Minju Choson, e o Rodongja Sinmum. Não há jornais privados.
Em novembro de 2014 a Sony Pictures anunciou o filme The Interview (A Entrevista), uma comédia com Seth Rogen (Aaron) e James Franco (Dave). O filme conta a história de um plano fictício da CIA (Central Intelligence Agency) para assassinar o ditador norte-coreano Kim Jong-un. O governo Norte Coreano afirmou que "o filme desonesto e reacionário fere a dignidade da liderança suprema da Coreia do Norte e provoca terrorismo", e por coincidência, logo depois a Sony Pictures sofreu um ataque cibernético. Por motivos de segurança a Sony Pictures então cancelou o lançamento do filme. O ato foi criticado por muitos, inclusive pelo presidente Barack Obama sob o argumento de que a liberdade de expressão estava sendo ameaçada. Em dezembro de 2014 o filme foi lançado em algumas salas de cinema e na internet — mesmo sob fortes críticas do governo norte-coreano. A agência noticiosa estatal da Coreia do Norte KCNA chegou mesmo a utilizar linguagem que pode ser interpretada como racista para se referir ao evento: "Obama é o principal culpado que forçou a Sony Pictures Entertainment a distribuir indiscriminadamente o filme. [..] Obama é sempre imprudente em palavras e atos, como um macaco numa floresta tropical".

## Cultura
| Data            | Nome                            |
| --------------- | ------------------------------- |
| 1 de janeiro    | Ano-Novo                        |
| 16 de fevereiro | Aniversário de Kim Jong Il      |
| 15 de abril     | Aniversário de Kim Il-Sung      |
| 1 de maio       | Dia do Trabalho                 |
| 8 de julho      | Morte de Kim Il-Sung            |
| 27 de julho     | Dia da vitória                  |
| 15 de agosto    | Dia da libertação               |
| 9 de setembro   | Dia Nacional da Fundação        |
| 10 de outubro   | Fundação do Partido             |
| 27 de dezembro  | Dia da construção do socialismo |

A literatura e as artes da Coreia do Norte são controladas pelo Estado, sobretudo através do Departamento de Propaganda e Agitação ou Departamento de Cultura e Artes do Comitê Central do KWP. A cultura coreana foi atacada durante governo japonês de 1910 a 1945. O Japão aplicava uma política assimilação cultural. Durante o governo japonês, os coreanos foram encorajados a estudar e falar japonês, adotar o sistema japonês de nomes de família e a religião xintoísta; foi proibido falar o escrever a língua coreana nas escolas, no trabalho, ou em praças públicas. Além disso, o Japão alterou e destruiu vários monumentos coreanos incluindo o Palácio Gyeongbok e documentos que retratavam os japoneses em um ponto de vista negativo.
Em julho de 2004, o Complexo de Túmulos Koguryo tornou-se o primeiro local do país a ser incluindo na lista da UNESCO de Patrimônios Mundiais. Em 26 fevereiro de 2008, a Orquestra Filarmônica de Nova Iorque tornou-se o primeiro grupo musical dos Estados Unidos a fazer uma performance na Coreia do Norte, ainda que escolhidos a dedo os "convidados da audiência". O concerto foi transmitido pela televisão nacional.
Um evento popular na Coreia do Norte são os Mass Games. O maior e mais recente Mass Games foi chamado de "Arirang". Foi realizado em seis noites por semana durante dois meses, e envolveu cerca de 100 000 artistas. Participantes desde evento dos últimos anos alegam que os sentimentos antiocidentais têm sido atenuados, em comparação a performances anteriores. O Mass Games envolve artistas de dança, ginástica, e performances coreográficas, que celebra a história da Coreia do Norte e a Revolução do Partido dos Trabalhadores. O Mass Games é feito em Pyongyang, em vários locais (que variam de acordo com a escala dos Jogos em um ano em particular) incluindo o Estádio Rungrado May Day, que é o maior estádio do mundo, com capacidade de 150 000 pessoas.

### Arquitetura

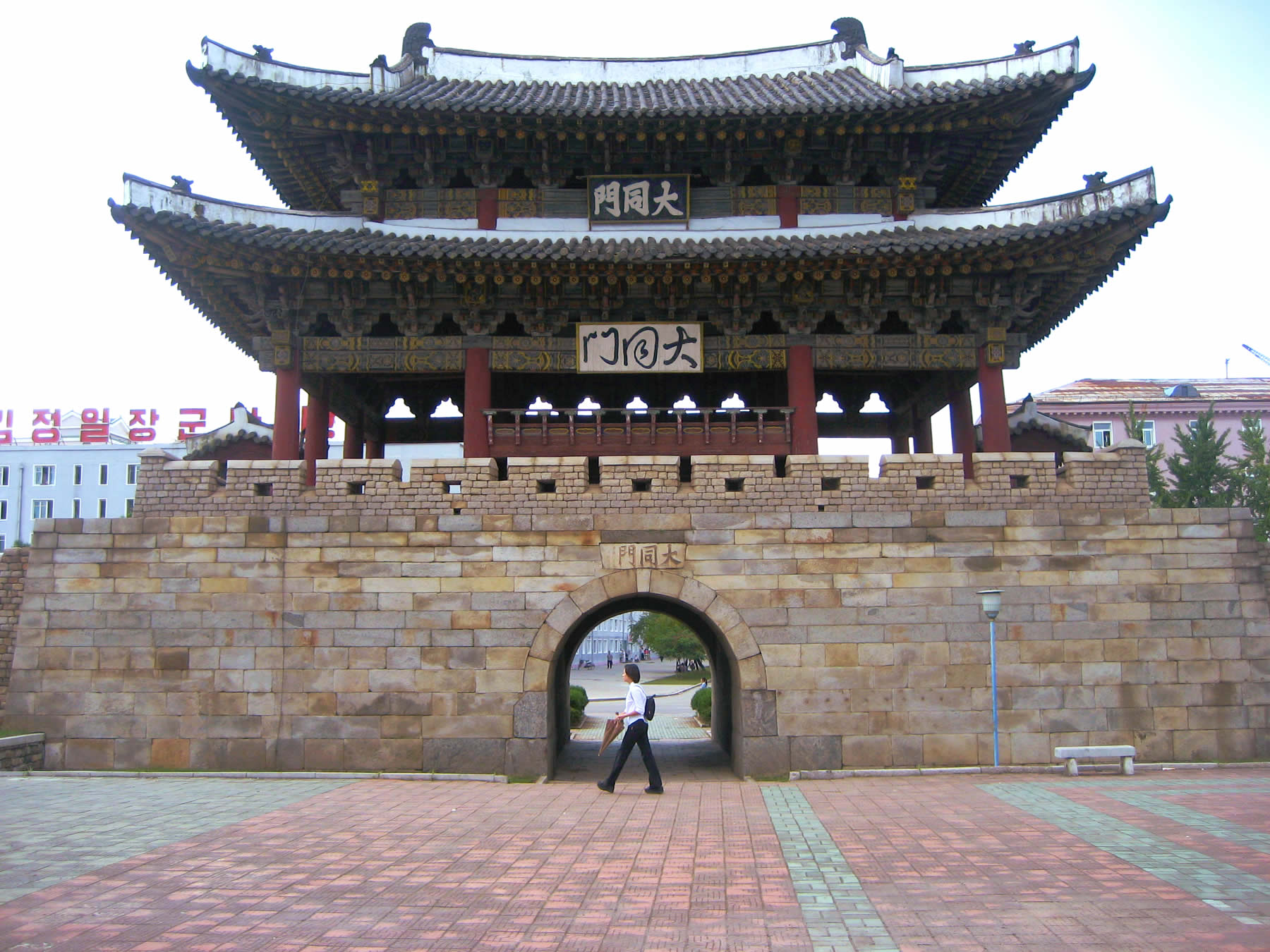
Taedongmun, um exemplo da arquitetura coreana tradicional.

A arquitetura pré-moderna da Coreia pode ser dividida em dois estilos principais: aquela que é utilizada nas estruturas de palácios e templos e a utilizada nas casas comuns das pessoas (a qual apresenta variações locais). Os antigos arquitetos adotaram um sistema de suporte que se caracteriza por telhados de palha e pisos simples denominados ondol. As classes altas construíam casas altas com telhados feitos de telhas normais. Todavia há muitos sítios, como as aldeias folclóricas de Hahoe, Yangdong e Coreia, onde se conserva a arquitetura tradicional do país.
A arquitetura tradicional coreana utiliza a técnica tradicional do Dancheong, caracterizada pela seleção de cores que era usada para cobrir as construções dos antigos reinos coreanos, nomeadamente as pinturas murais das antigas tumbas reais: o vermelho, azul, amarelo, branco e preto. Estas cores foram utilizadas por suas propriedades especiais ante os fenômenos naturais, como o vento, sol, chuva e calor.

### Literatura
Todas as editoras são de propriedade do governo ou do Partido dos Trabalhadores da Coreia, uma vez que são consideradas uma ferramenta importante de agitprop. A Casa dos Editores do Partido dos Trabalhadores da Coreia é a mais relevante dentre estas e publica todas as obras de Kim Il-sung, entre os quais, materiais educacionais ideológicos e documentos de política partidária. A disponibilidade de literatura estrangeira é limitada, com exceções para contos de fadas indianos, alemães, chineses e russos, contos de Shakespeare e algumas obras de Bertolt Brecht e Erich Kästner.

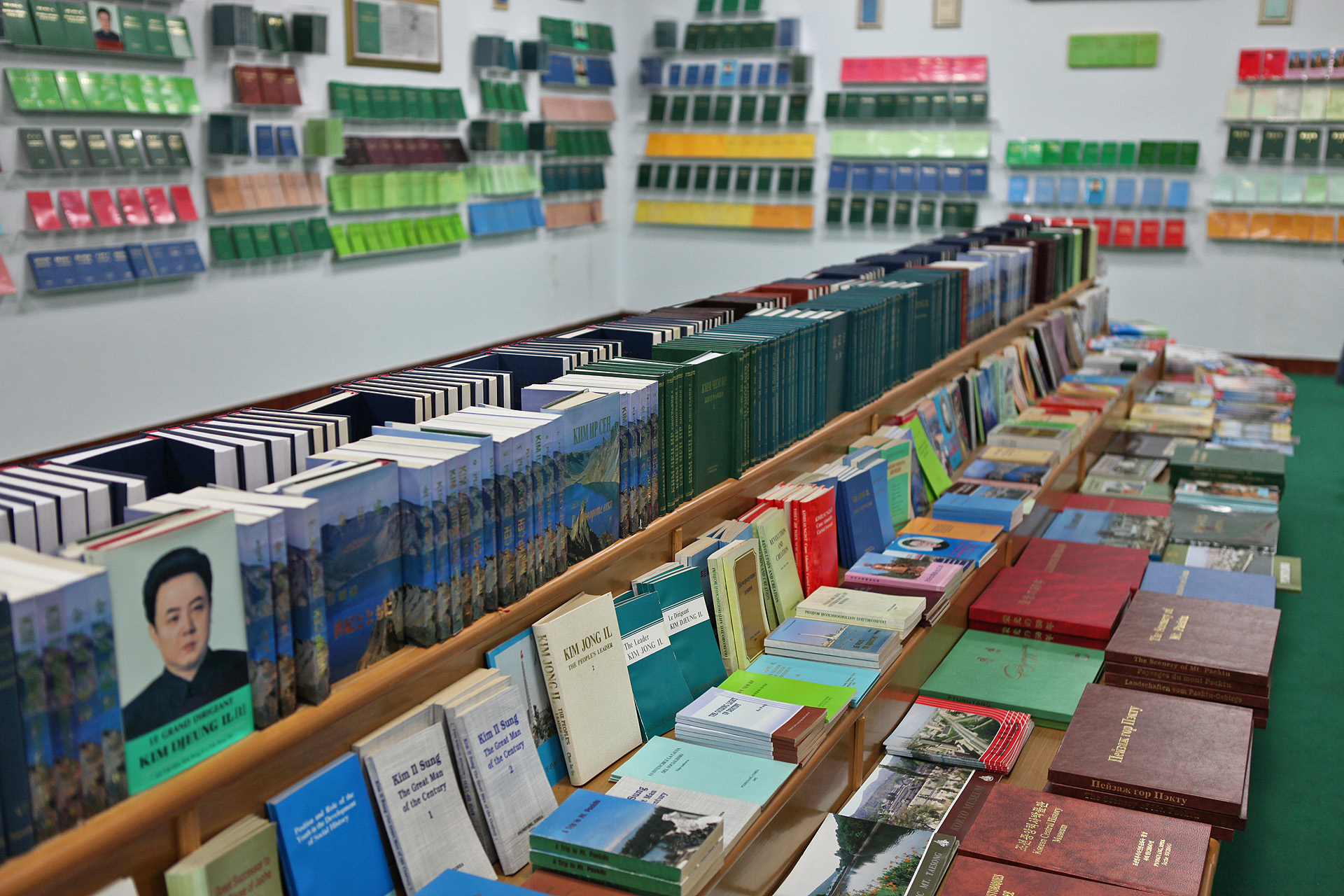
Uma livraria norte-coreana com obras de Kim Il-sung e Kim Jong-il.

As obras pessoais de Kim Il-sung são consideradas "obras-primas clássicas", enquanto as criadas sob sua instrução são rotuladas de "modelos da literatura Juche". Estes incluem The Fate of a Self-Defense Corps Man, The Song of Korea e Immortal History, uma série de romances históricos que descrevem o sofrimento dos coreanos sob ocupação japonesa. Mais de quatro milhões de obras literárias foram publicadas entre a década de 1980 e o início da década de 2000, mas quase todas pertencem a uma estreita variedade de gêneros políticos, como "a primeira literatura revolucionária do exército".
A ficção científica é considerada um gênero secundário porque se afasta um pouco dos padrões tradicionais de descrições detalhadas e metáforas do líder. Os cenários exóticos das histórias dão aos autores mais liberdade para descrever guerra cibernética, violência, abuso sexual e crime, ausentes em outros gêneros. Os trabalhos de ficção científica glorificam a tecnologia e promovem o conceito Juche de existência antropocêntrica através de representações de robótica, exploração espacial e imortalidade.

### Gastronomia

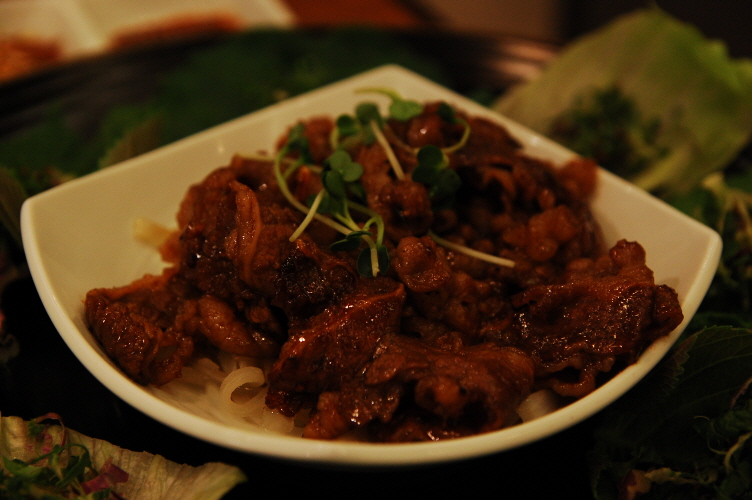
Bulgogi, um prato coreano preparado com carne de vaca ou de porco.

A cozinha coreana, hanguk yori (한국요리, 韓國料理), ou hansik (한식, 韓食), tem evoluído através de séculos de mudanças sociais e políticas. Os ingredientes e pratos variam conforme a cultura de cada província. Existem muitos pratos regionais significativos que têm proliferado com diferentes variações em todo país. A cozinha da corte real coreana chegou a reunir todas as especialidades regionais únicas para a família real. Por muito tempo, o consumo de alimentos foi regulado por uma série de modos e costumes, tanto para os membros da família real, quanto para os camponeses coreanos.
A cozinha coreana se baseia em grande parte em arroz, talharins, tofus, verduras, peixes e carnes. A comida tradicional coreana se caracteriza pelo número de acompanhamentos, banchan (반찬), que são servidos junto com o arroz de grão curto fervido. Cada prato é acompanhado por numerosos banchan. Entre os pratos tradicionais mais consumidos estão o bulgogi, o bibimbap e o galbi.
O chá é uma parte importante da gastronomia nacional, e a cerimônia do chá é uma das tradições mais arreigadas da população. Os chás do país são preparados com cereais, ervas medicinais, sementes e frutos. As bebidas alcoólicas são feitas a partir dos cereais desde antes do século IV. Entre os principais licores sul-coreanos, encontram-se o takju (não refinado), o cheongju (medicinal) e o soju (licor destilado). O takju é a base para a fabricação de outras bebidas regionais, aumentando ou diminuindo o tempo de fermentação.

### Esportes

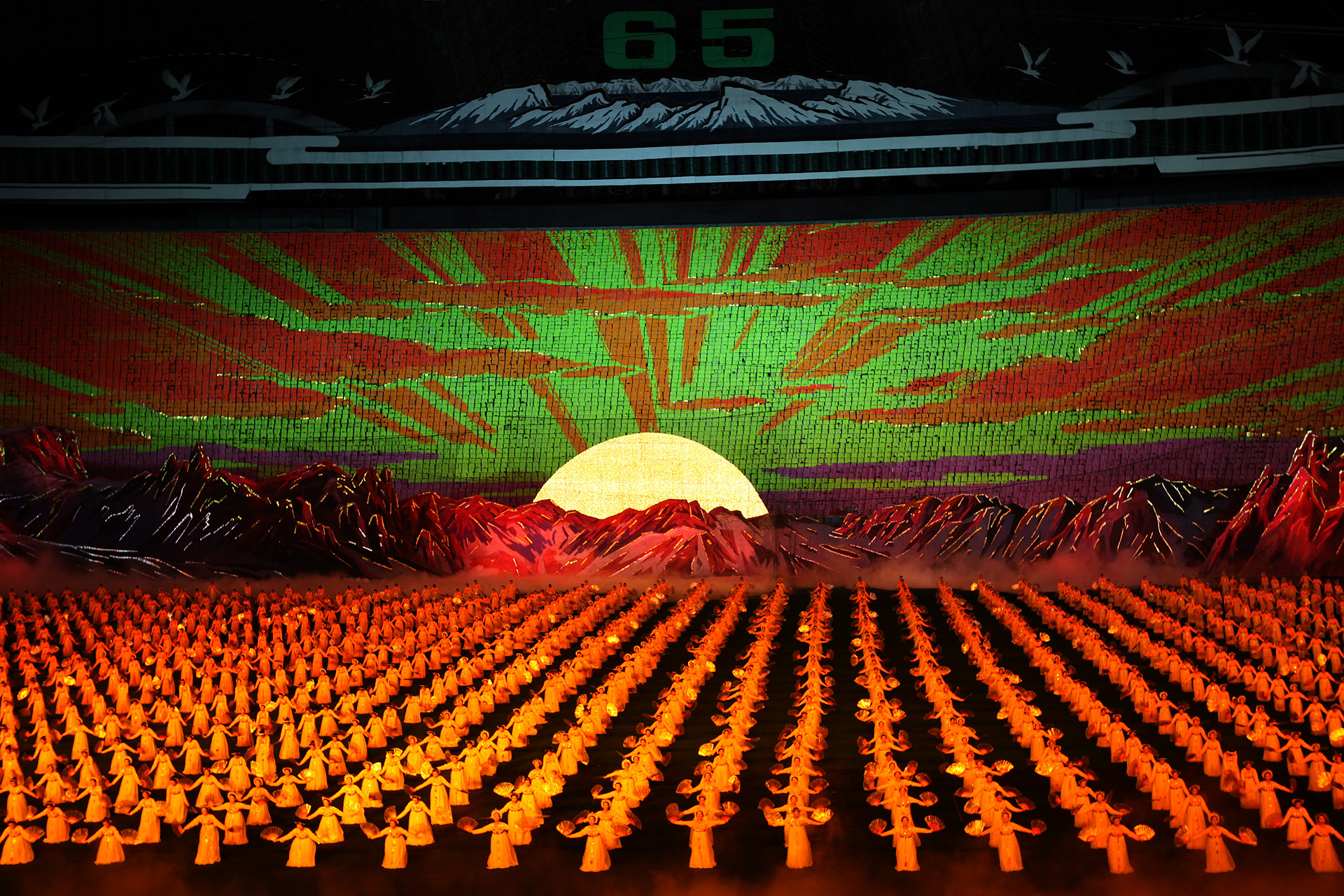
Espetáculo durante o Festival Arirang no Estádio Rungrado May Day, na capital norte-coreana.

A primeira participação da Coreia do Norte nos Jogos Olímpicos de Verão ocorreu em 1972, realizado na cidade alemã de Munique, na Alemanha Ocidental, conquistando cinco medalhas, entre elas, uma de ouro. Quatro anos depois, em Montreal, o país conseguiu uma medalha de ouro e uma de prata no boxe, e obteve cinco medalhas no boxe, luta livre, e no levantamento de peso em Moscou. Em 1984, o país integrou o bloco do leste nos Jogos de Los Angeles, e quatro anos depois, também boicotou os de 1988 em Seul, devido à indisponibilidade da Coreia do Sul em ser sede do evento junto com a Coreia do Norte. Apesar da maioria dos países socialistas terem boicotado os Jogos em 1984, apenas Cuba se solidarizou no boicote de 1988. A Coreia do Norte retornou aos Jogos em 1992, em Barcelona, conquistando inéditas nove medalhas, sendo quatro delas de ouro.

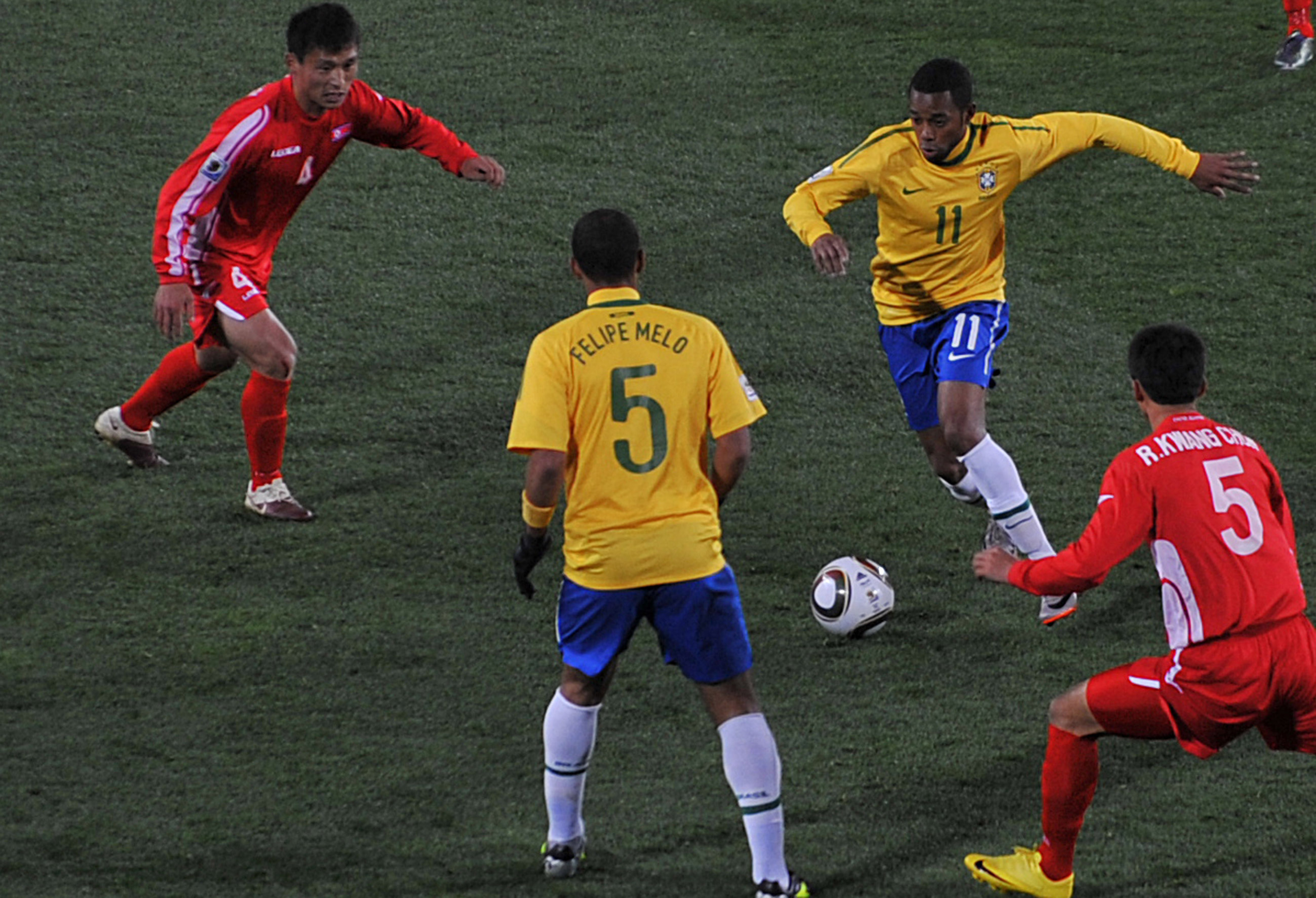
A Coreia do Norte jogando contra o Brasil durante a Copa do Mundo FIFA de 2010, na África do Sul.

Nos Jogos de Sydney em 2000 e Atenas em 2004, a Coreia do Norte e a Coreia do Sul marcharam juntas pela primeira vez nas cerimônias de abertura e de encerramento sob a Bandeira de Unificação Coreana. Isso aconteceu nestas duas edições, mas não em Pequim 2008, pois as tensões políticas se deterioraram novamente, e ambas competiram separadamente. A Coreia do Norte conquistou medalhas em todos os Jogos Olímpicos que disputou.
A Coreia do Norte participou de diversos Jogos Olímpicos de Inverno, competindo pela primeira vez nos Jogos Olímpicos de Inverno de 1964, realizado na cidade austríaca de Innsbruck. O atleta norte-coreano Pil-Hwa Han ganhou uma medalha de prata na patinação de velocidade de 3 000 m. Outra medalha ganha pela Coreia do Norte em Jogos Olímpicos de Inverno foi uma medalha de bronze em 1992, nos Jogos Olímpicos de Albertville, quando Ok-Sil Hwang conseguiu a terceira colocação na patinação de velocidade sobre pista curta 500 m. O Norte e o Sul novamente marcharam juntas sob a Bandeira da Unificação nos Jogos de Turim, em 2006.
Pelo futebol, a Seleção Norte-Coreana de Futebol já foi medalhista de ouro nos Jogos Asiáticos de 1978, na Universíada de Verão de 2003 e na Universíada de Verão de 2007 pelo futebol feminino. Em Copas do Mundo FIFA, a seleção participou de duas edições: a primeira em 1966, onde teve um bom retrospecto, tendo chegado às quartas-de-final da competição, ao eliminar a poderosa seleção italiana; a segunda foi em 2010, foi sorteada no chamado "grupo da morte", onde disputaria a classificação com o Brasil, Portugal e Costa do Marfim. Ocorreu que a seleção perdeu o primeiro jogo para a seleção brasileira por 2 a 1, perdeu para a seleção portuguesa por 7 a 0 e perdeu para a seleção marfinense por 3 a 0, sendo assim, desclassificada na primeira fase, como a pior seleção no campeonato, marcando um gol e tomando 12. Segundo dissidentes do país e agentes do serviço de espionagem da Coreia do Sul, os jogadores e inclusive o técnico da seleção teriam sofrido violações dos direitos humanos em punições devido à má campanha durante a Copa do Mundo FIFA de 2010.